# Chișinău
Chișinău [kiʃiˈnəu̯], deutsch auch Chisinau, Kischinau (Ausspracheⓘ, veraltet Kischenau, Kischinew, Kischinev, jiddisch קעשענעוו Keschenew, russisch Кишинёв Kischinjow), ist die Hauptstadt der Republik Moldau und mit mehr als 530.000 Einwohnern auch deren bevölkerungsreichste Stadt. Sie ist ein wichtiger Wirtschaftsstandort sowie Universitätsstadt und Kulturzentrum. Chișinău hat eine Fläche von 120 km². Zusammen mit ihrem Umkreis bildet sie das Munizipium Chișinău, das 563,3 km² groß ist und 2014 über 660.000 Menschen beheimatet.

## Name der Stadt
Chișinău lässt sich nach Ansicht von Historikern etymologisch aus der Kombination des altrumänischen Wortes chișla (Wasserquelle, heute cișmea) und nouă (neu) ableiten und weist so auf eine Grundwasserquelle hin, die in den Ursprüngen der Stadt als wichtige Versorgungsgrundlage diente. Diese Quelle befindet sich heute an der Kreuzung der Straßen A. Pușkin und Albișoara.
Unter anderen rumänischen Historikern, wie früher Ștefan Ciobanu, wird dieselbe Ableitung wie für Chișineu-Criș vertreten, also vom ungarischen Namen Kis-Jenő (auf Ungarisch: kis „klein“ + Jenő „Eugen“ und zugleich Name eines der sieben altmagyarischen Stämme, bei Konstantin VII. in De Administrando Imperio: Genach). Als das Kumanische Reich im 13. Jahrhundert besiegt worden war, geriet die Region unter ungarische Hegemonie. Die Szekler errichteten in dieser Region Befestigungen, um das Königreich Ungarn gegen weitere Mongoleneinfälle zu schützen. Dazu zählen Miclăușeni (ung. Miklóshely), Orhei (ung. Várhely) und Ciubărciu (Ciobruciu; ung. Csupor) unweit der heutigen Hauptstadt Moldaus. So erscheint ein ungarischer Ursprung plausibel.
Die offizielle Bezeichnung der Stadt lautet Municipiul Chișinău (Munizip Chișinău), wobei auch die umliegenden, zum Munizip gehörenden Gemeinden gemeint sind. Durch die häufigen Veränderungen der Gebietszugehörigkeit hatte die Stadt mehrmals verschiedene Schreibweisen ihres Namens. So nannten sie die Russen Кишинёв Kischinjow, Aussprache [kiʃɨˈnʲɔf], als sie Hauptstadt von Bessarabien war. Später, als Bessarabien Teil von Rumänien wurde, bekam die Stadt den offiziellen Namen Chișinău [kiʃiˈnəu̯].
Während der kurzzeitigen deutschen Besetzung im Zweiten Weltkrieg wurde die Stadt vermutlich mit der damals gängigen russisch-deutschen Transkription als Kischinew bezeichnet. Mit der sowjetischen Annexion nach dem Zweiten Weltkrieg führte man in der Moldauischen Sowjetrepublik die kyrillische Schrift ein. Chișinău wurde entsprechend Кишинэу geschrieben, parallel dazu ein zweites Mal die russifizierte Variante Кишинёв Kischinjow. Bereits kurz vor der Auflösung der Sowjetunion beschloss die Regierung der Moldauischen SSR am 31. August 1989 die Rückkehr zur lateinischen Schreibweise des Rumänischen – aus Кишинэу wurde wieder Chișinău.
| offizieller Name                    | Altkirchenslawisch (1436) | Rumänisch  | Kyrillische Schreibweise | Russisch              | Deutsch   |
| ----------------------------------- | ------------------------- | ---------- | ------------------------ | --------------------- | --------- |
| Municipiul Chișinău                 | Кешенев                   | Chișinău   | Кишинэу                  | Кишинёв               |           |
| Munizip Chișinău                    |                           |            | Kischineu                | Kischinjow/Kischinew* | Kischinau |
| * = alte, fehlerhafte Transkription |                           | [kiʃi'nəʊ] | [kiʃi'nəʊ]               | [kiʃɨˈnʲɔf]           |           |

## Geographie

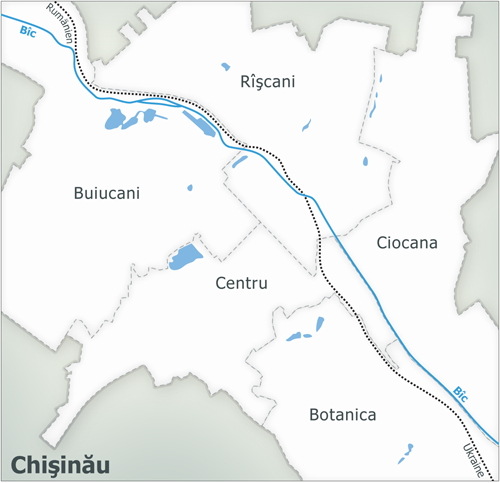
Stadtbezirke

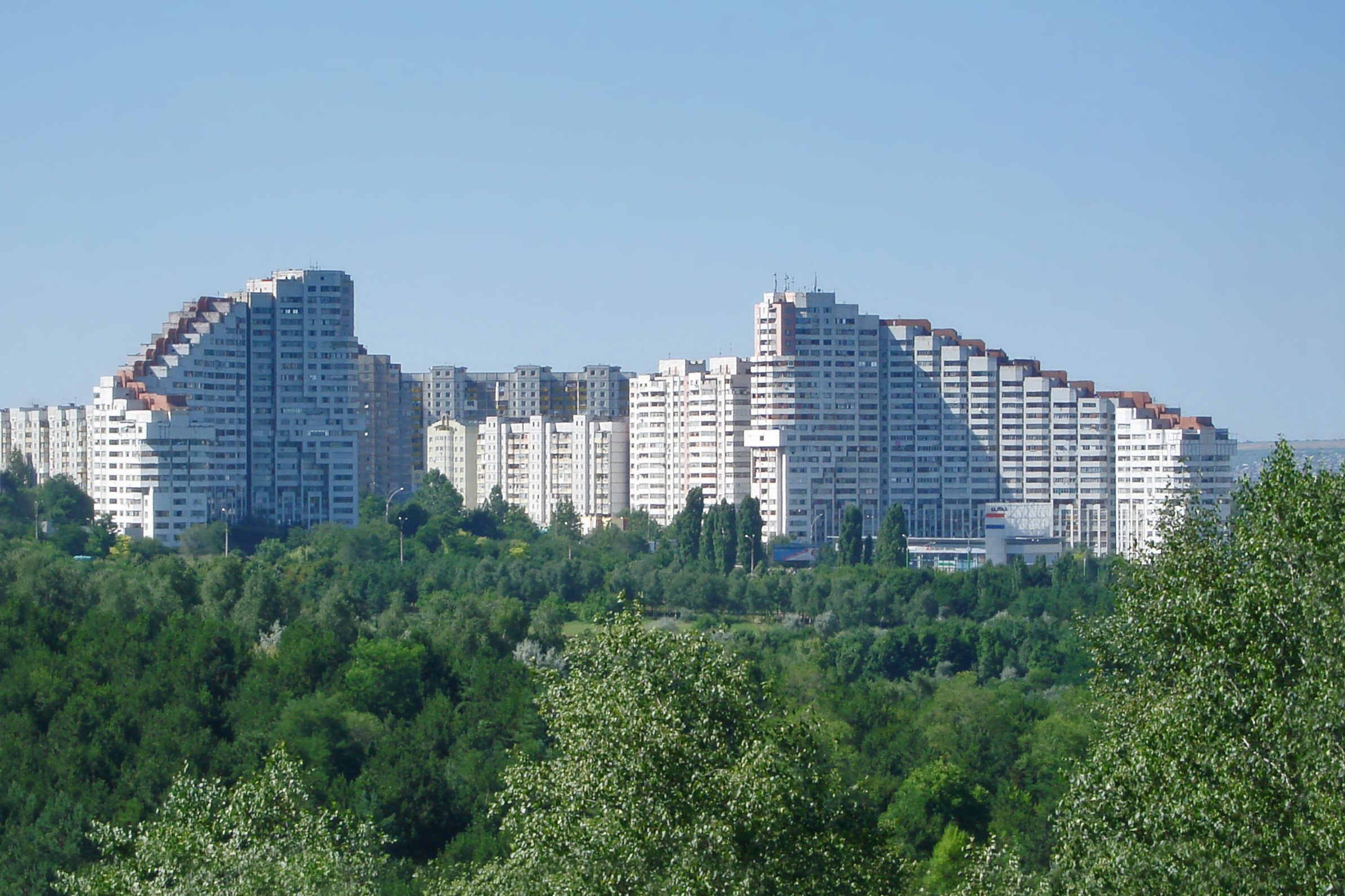
„Stadttor von Chișinău“ (Porțile Chișinăului) im Bezirk Botanica. Sozialistischer Betonkomplex vom Ende der 1970er Jahre am Bulevardul Dacia, der Einfahrt vom Flughafen ins Stadtzentrum.

Die Stadt Chișinău liegt am Bîc auf etwa 85 m bei 47° 00' 50" nördlicher Breite und 28° 51' 00" östlicher Länge. Das etwa 120 km² große Stadtgebiet ist in fünf, mit Ausnahme des Centru flächenmäßig etwa gleich große Stadtbezirke (rumänisch Sector) unterteilt:
| Centru (Чентру/Центр)        |
| Rîșcani (Рышкань/Рышкановка) |
| Botanica (Ботаника)          |
| Ciocana (Чокана)             |
| Buiucani (Буюкань/Боюканы)   |
Zum Munizip Chișinău (Municipiul Chișinău) mit einer Fläche von 635 km² gehören neben elf kleineren Dörfern die folgenden sechs umliegenden Gemeinden:
| Codru    | Sîngera        |
| Cricova  | Vadul lui Vodă |
| Durlești | Vatra          |
Politisch liegt die Stadt mitten im Zentrum der Republik Moldau. Geographisch im Osteuropäischen Flachland gelegen, ist die Stadt umgeben von einer flachhügeligen Landschaft mit sehr fruchtbarem Erdboden aus Schwarzerde, der schon seit Urzeiten die Grundlage für landwirtschaftliche Nutzung bot für den Anbau sowohl von Wein als auch von Obst. Durchzogen von dem Fluss Bîc zeigt die Stadt, besonders im Frühling und im Sommer, ein sehr naturbezogenes Stadtbild mit vielen Bäumen und großen Parkanlagen.

### Klima

Grafik: Temperatur und Niederschlag

Erste Wetterdaten reichen bis in das Jahr 1884 zurück. Damals beschäftigten sich die Forschungen allerdings eher mit dem idealen Klima für einen optimalen Weinbau. Dabei rechnet man im Verlauf eines Jahres mit etwa 2.215 Stunden Sonnenschein – davon 329 Stunden alleine im Rekordmonat Juli – im Dezember dagegen nur mit 54 Stunden. Regional herrscht ein kontinentales Klima mit einer Jahresdurchschnittstemperatur von 9,6 °C und einer Niederschlagsmenge von 547 mm. Der Sommer beginnt etwa Mitte Mai, er fällt kurz aus, dafür kräftig. Hohe Temperaturen um 25 °C erreicht das Thermometer vor allem in den Monaten Juni, Juli und August. Mit verstärktem Niederschlag ist im Juni und Juli zu rechnen. Wie der Sommer ist auch der Winter sehr kurz. Der Januar erreicht mit durchschnittlich −3,2 °C die tiefsten Temperaturen, der Oktober mit 27 mm die geringste Niederschlagsmenge. Ausgeprägt lang und warm ist der Herbst dank der Lage nahe dem Schwarzen Meer, welches das Klima der Region stark beeinflusst. Meist herrscht jedoch eine mittlere Temperatur um 10 °C mit wenig Niederschlag während des gesamten Jahres.
|                        | Jan  | Feb  | Mär | Apr  | Mai  | Jun  | Jul  | Aug  | Sep  | Okt  | Nov | Dez  |   |      |
| Mittl. Temperatur (°C) | −1,9 | −0,8 | 3,7 | 10,4 | 16,5 | 19,9 | 22,1 | 21,7 | 16,3 | 10,5 | 4,1 | −0,6 | ⌀ | 10,2 |
| Mittl. Tagesmax. (°C)  | 0,9  | 2,6  | 8,1 | 15,4 | 22,0 | 25,2 | 27,5 | 27,2 | 21,5 | 15,1 | 7,5 | 2,3  | ⌀ | 14,7 |
| Mittl. Tagesmin. (°C)  | −4,3 | −3,6 | 0,2 | 5,9  | 11,6 | 15,2 | 17,3 | 16,9 | 12,0 | 6,8  | 1,6 | −2,8 | ⌀ | 6,5  |
|                        |      |      |     |      |      |      |      |      |      |      |     |      |   |      |
| Niederschlag (mm)      | 36   | 31   | 34  | 39   | 46   | 65   | 62   | 56   | 62   | 36   | 37  | 39   | Σ | 543  |
|                        |      |      |     |      |      |      |      |      |      |      |     |      |   |      |
| Sonnenstunden (h/d)    | 2,5  | 2,9  | 4,1 | 6,3  | 8,2  | 9,5  | 9,7  | 9,5  | 7,6  | 5,6  | 2,5 | 2,0  | ⌀ | 5,9  |
|                        |      |      |     |      |      |      |      |      |      |      |     |      |   |      |
| Regentage (d)          | 6    | 7    | 6   | 7    | 8    | 9    | 8    | 6    | 5    | 4    | 6   | 7    | Σ | 79   |
|                        |      |      |     |      |      |      |      |      |      |      |     |      |   |      |
| Luftfeuchtigkeit (%)   | 84   | 81   | 79  | 67   | 62   | 66   | 63   | 64   | 68   | 76   | 84  | 86   | ⌀ | 73,3 |

| −4,3 |

| −3,6 |

| 0,2 |

| 5,9 |

| 11,6 |

| 15,2 |

| 17,3 |

| 16,9 |

| 12,0 |

| 6,8 |

| 1,6 |

| −2,8 |

| −4,3 |

| −3,6 |

| 0,2 |

| 5,9 |

| 11,6 |

| 15,2 |

| 17,3 |

| 16,9 |

| 12,0 |

| 6,8 |

| 1,6 |

| −2,8 |

### Parks

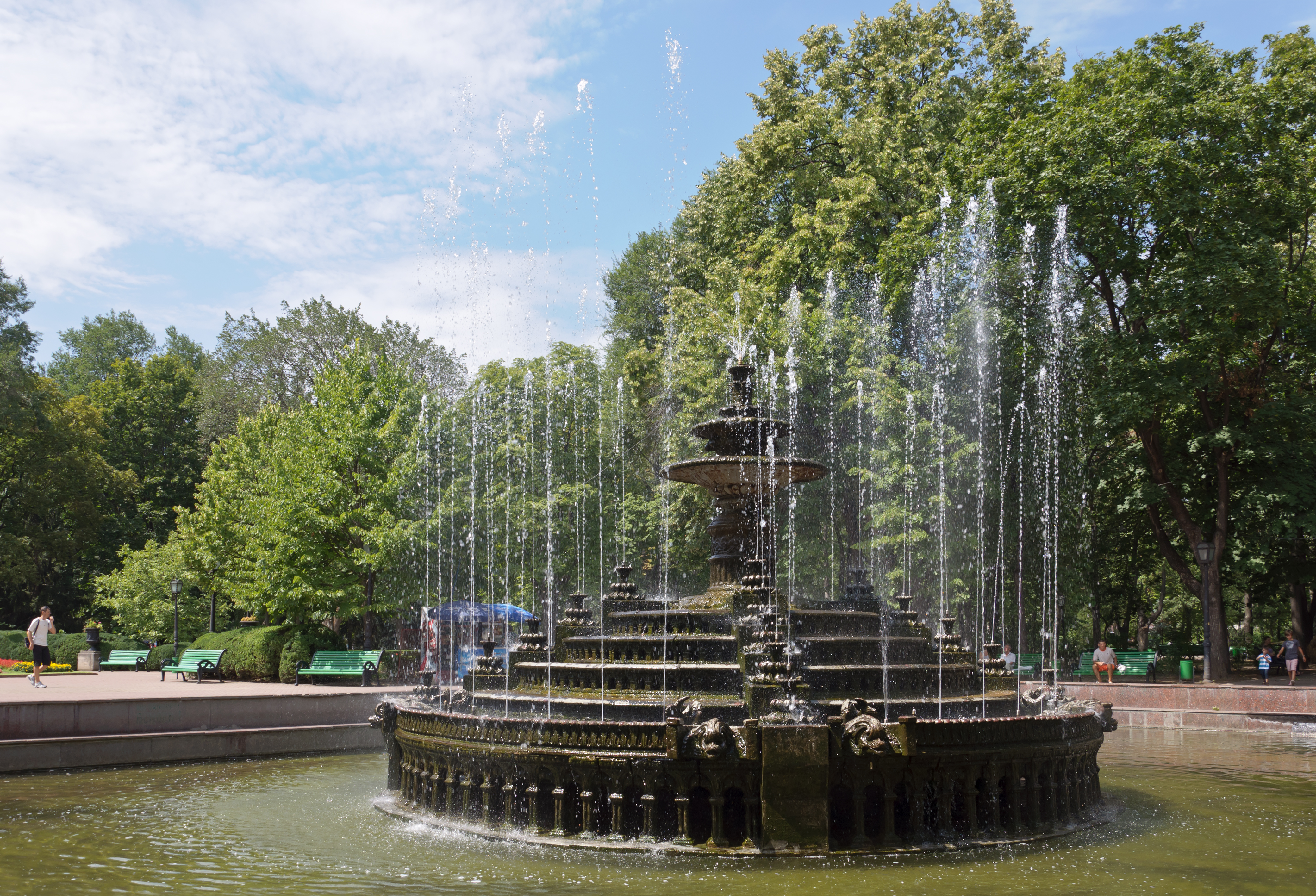
Parkanlage Ștefan cel Mare și Sfînt

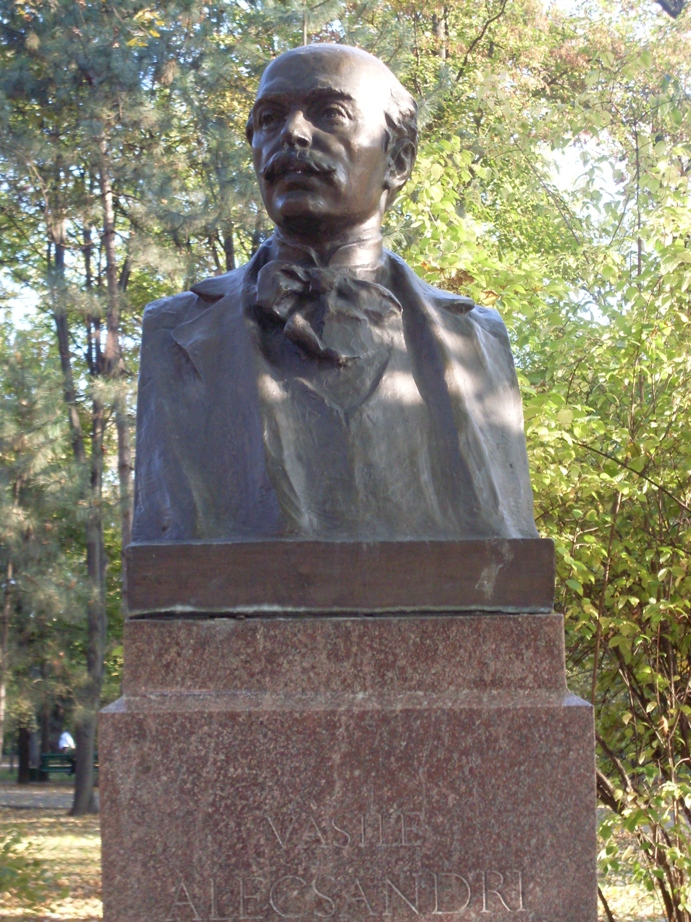
Alecsandri-Büste (L. Dubinowschi, 1957), Aleea Classicilor

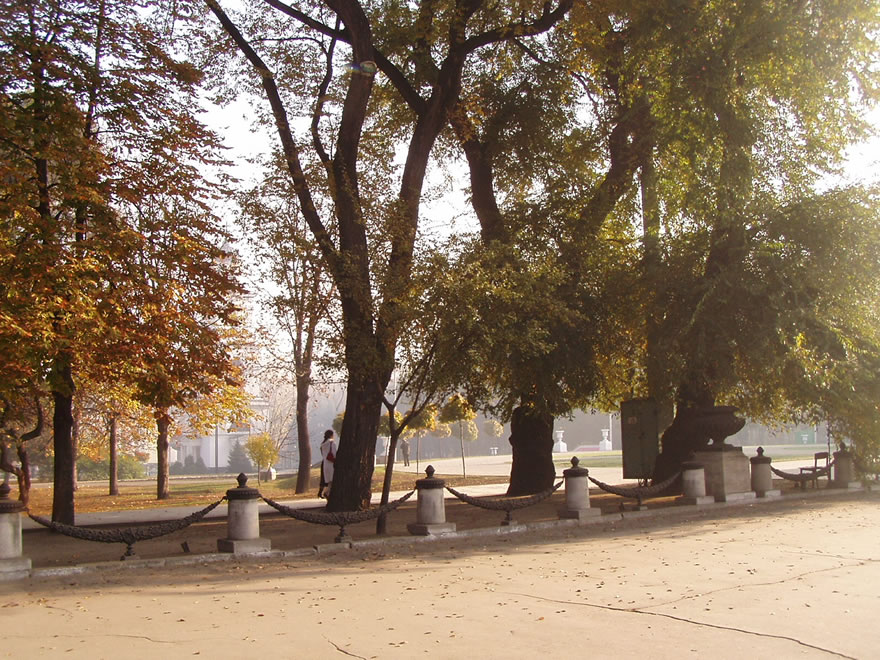
Parkanlage Parcul Catedralei

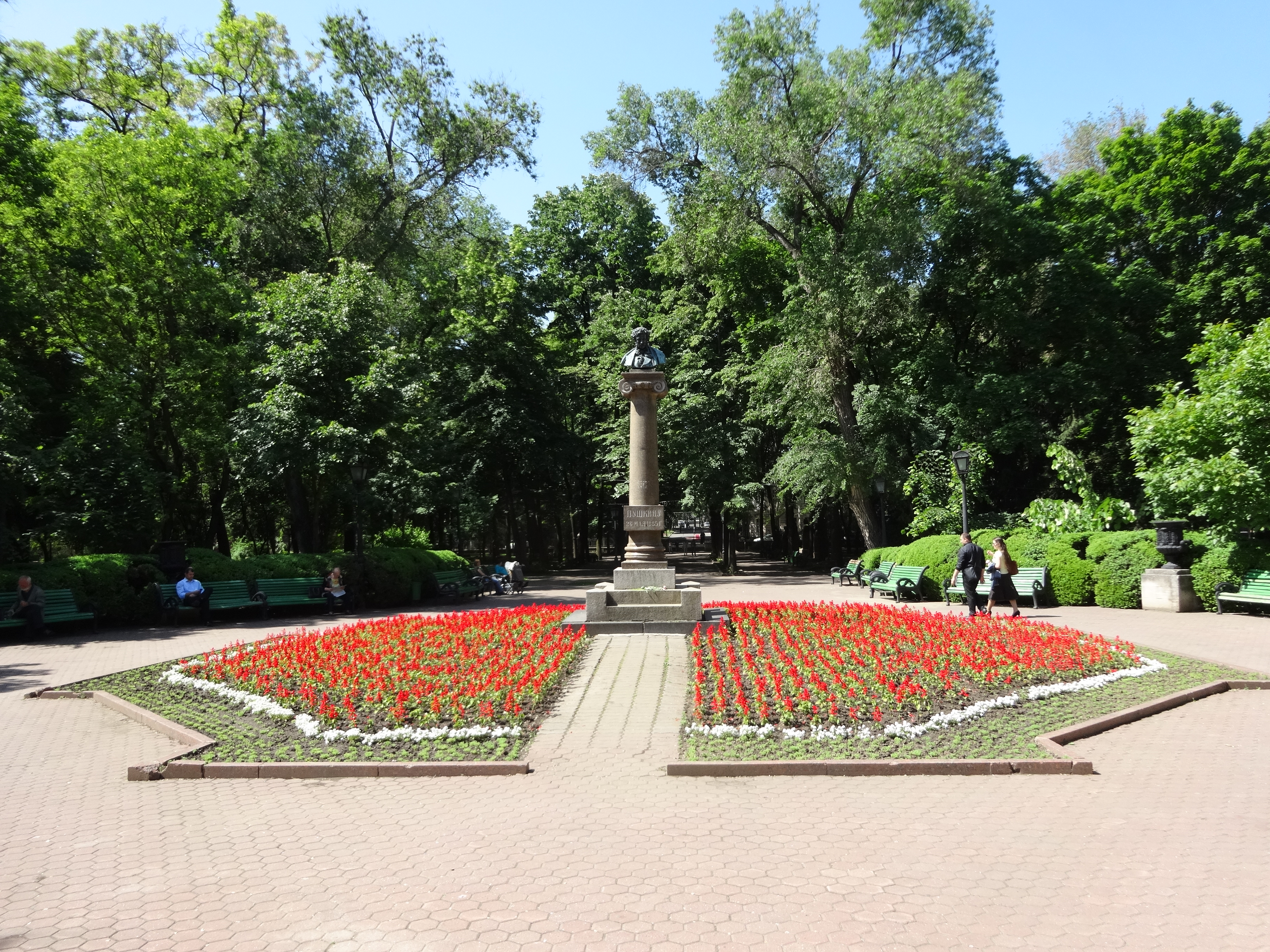
Parkanlage Ștefan cel Mare

Chișinău ist eine ausgesprochen grüne Stadt. Viele Hauptstraßen sind von Bäumen gesäumt. Hinzu kommen großzügige Parkanlagen, die auf dem ganzen Stadtgebiet verteilt liegen und das Stadtbild prägen. Zu den wichtigsten Parks gehören:
- Grădina Publică Ștefan cel Mare și Sfînt (im Zentrum): Der Park liegt am Bulevardul Ștefan cel Mare și Sfînt. Hier befindet sich neben der Statue von Ștefan cel Mare auch die 1957 eröffnete Aleea Classicilor (Allee der Klassik), eine Allee mit Bronzebüsten berühmter, klassischer Autoren der rumänisch-moldauischen Literatur. von Alexandru Hajdau, George Coșbuc, Mihai Eminescu, Nicolae Milescu-Spataru, Tudor Arghezi, Vasile Alecsandri, Bogdan Petriceicu Hasdeu, Constantin Stamati, Alecu Russo, Lucian Blaga, George Asachi, Constantin Stere, Alexei Matievici, Constantin Negruzzi, Mircea Eliade, Ion Creangă, Alexandru Donici und Dimitrie Cantemir. Ebenfalls im Park zu finden ist ein Denkmal für den russischen Nationaldichter Alexander Puschkin, der sich längere Zeit in der Stadt aufhielt.
- Parcul Catedralei (im Zentrum): 1836 wurde der neun Hektar große Park zeitgleich zur Einweihung der Catedrala Nașterea Domnului eröffnet. Er liegt am Bulevardul Ștefan cel Mare și Sfînt.
- Parcul Silvic (im Norden)
- Parcul La Izvor (im Nordwesten): Der Park zur Quelle wurde 1972 eröffnet, er bietet auf 150 Hektar Fläche zwei große Seen, eine Brücke für Fußgänger und eine Wasserfontäne.
- Parcul Dendrologic (westlich vom Zentrum)
- Parcul Valea Morilor: Südwestlich des Zentrums befindet sich die vom Architekten Robert Kurz gestaltete Parkanlage Tal der Mühlen. Der Park wurde 1951 eröffnet und bietet mit einer Fläche von 114 Hektar auch einen großen See.
- Parcul Valea Trandafirilor: Der Park der Rosen liegt südöstlich im Bezirk Botanica und hat eine Fläche von etwa 145 Hektar. Als Attraktion bietet er ein Riesenrad und weitere Freizeitangebote.

## Geschichte
Die erste schriftliche Erwähnung von Chișinău geht ins Jahr 1436 zurück, als die Ortschaft Teil des Fürstentums Moldau war. Dieses Fürstentum stand zuerst unter polnischer, später unter osmanischer Oberhoheit. Eine nennenswerte Entwicklung blieb aus, und die Ortschaft blieb bis ins 19. Jahrhundert als Bojaren- und Klostersiedlung praktisch unverändert. 1818 wurde die kleine Stadt als Kischinjow Verwaltungssitz des vom Osmanischen Reich an das Russische Kaiserreich im Frieden von Bukarest 1812 abgetretenen Gouvernements Bessarabien. Kischinjow genoss als Stadt am Rande des Russischen Reichs und als Strafversetzungslager für Unzufriedene und Aufmüpfige keinen guten Ruf. Der junge russische Nationaldichter Alexander Puschkin war vom 21. September 1820 bis 1823 als Übersetzer nach Kischinjow verbannt und schrieb über die Stadt:
„O Kischinjow, o dunkle Stadt!“; „Verfluchte Stadt Kischinjow, die Zunge wird nicht müde, Dich zu beschimpfen.“

### Aufschwung im Industriezeitalter

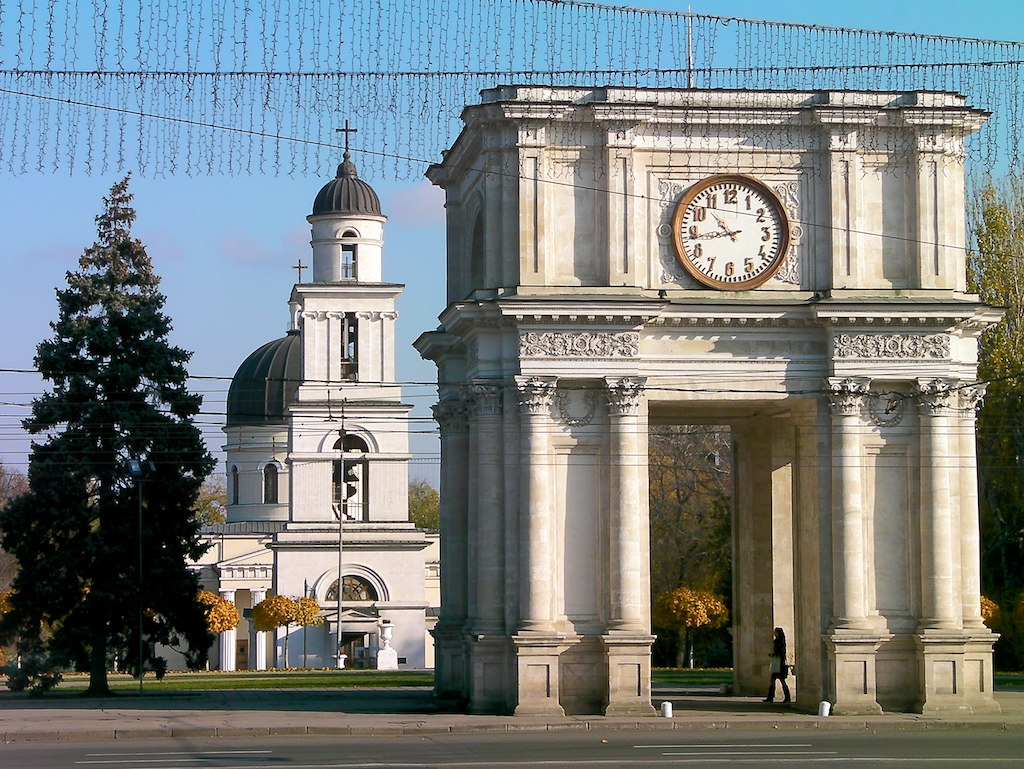
Stadtzentrum mit Triumphbogen und der Catedrala Nașterea Domnului

Ab 1834 entstand durch einen großzügigen Stadtentwicklungsplan ein imperiales Stadtbild mit breiten und langen Straßen. Dieser teilte die Stadt grob in zwei Bereiche: die Altstadt mit ihren verwinkelt gebauten Straßen und unregelmäßigen Gebäudestrukturen sowie die Innenstadt mit dem im Voraus geplanten Konzept des Straßenverlaufs. Zur selben Zeit wurden auch das Stadtzentrum und der im Bezirk Centru liegende Bahnhofsplatz geplant. Zwischen dem 26. Mai 1830 und dem 13. Oktober 1836 errichtete der Architekt Avraam Melnikov die Catedrala Nașterea Domnului mit ihrem prächtigen Glockenturm. 1840 folgte der Bau des im folgenden Jahr fertiggestellten Triumphbogens durch den Architekten Luca Zaușkevici. In unmittelbarer Umgebung wurde mit dem Bau einer Vielzahl weiterer Gebäude und Plätze begonnen.

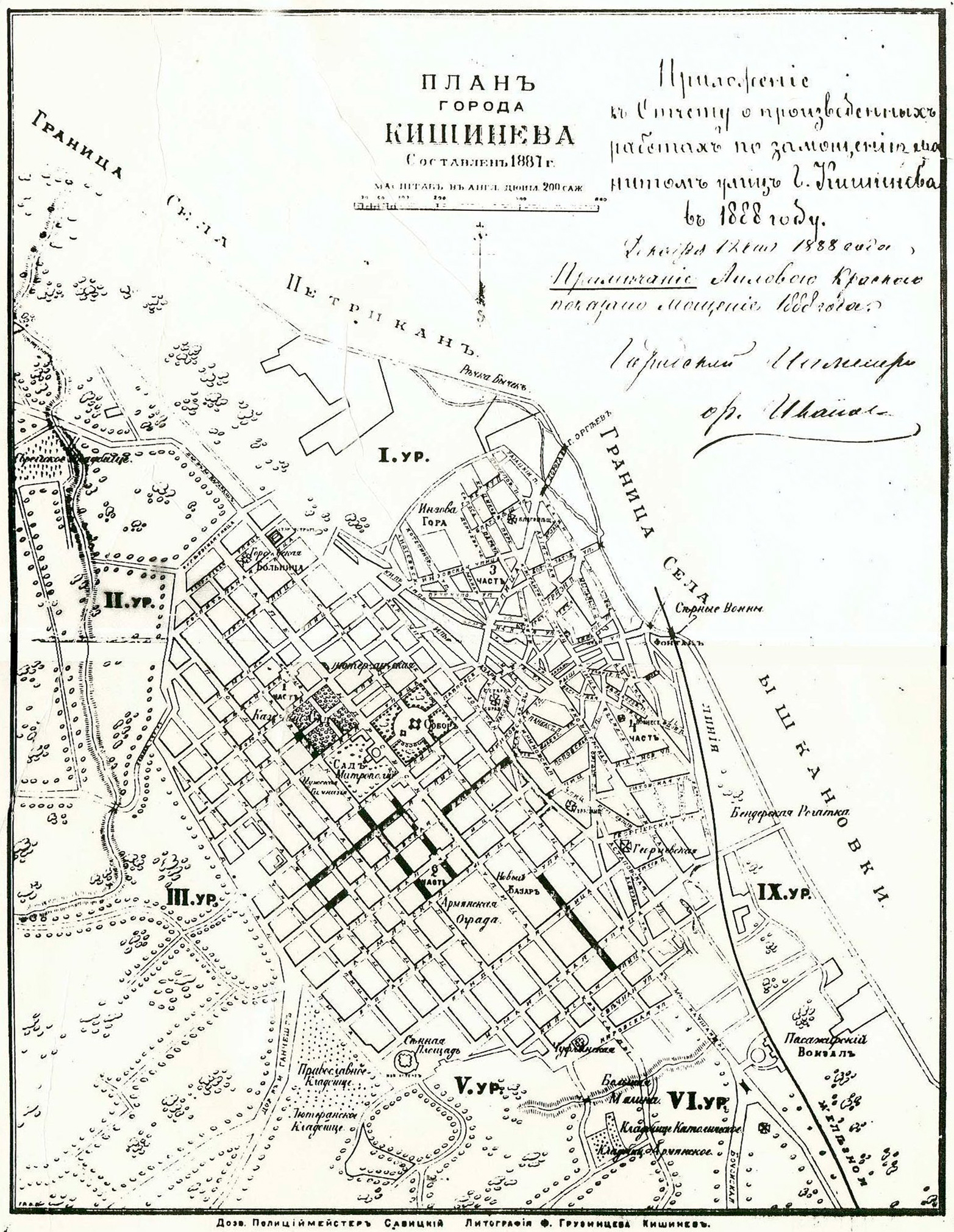
Stadtplan aus dem Jahr 1887

Grafik: Bevölkerungsentwicklung

1858 entstand die von dem Architekten Nicolae Golikov erbaute Catedrala Sfîntul Mare Mucenic Teodor Tiron, die sich mit ihrem blauen Erscheinungsbild vom Rest abhebt. Im weiteren Verlauf des Jahrhunderts wuchs die Stadt kontinuierlich. 1891 leitete der Schweizer Architekt Alexander Bernardazzi den Bau mehrerer Projekte, darunter den der Biserica Sfîntul Pantelemon (Grecească – griechische Kirche), sowie von 1900 bis 1903 des Frauengymnasiums Dadiani und der dortigen Kapelle (1895–1897). Zwischen 1898 und 1901 entstand am Bulevardul Ștefan cel Mare și Sfînt durch Mitrofan Elladi und Alexander Bernardazzi das Rathaus der Stadt, das Fosta Dumă Orășenească.
| Stadt Chișinău | Stadt Chișinău |
| Jahr           | Einwohner      |
| -------------- | -------------- |
| 1812           | 7.000          |
| 1835           | 34.000         |
| 1861           | 93.400         |
| 1897           | 108.500        |
| 1913           | 116.500        |
| 1930           | 114.800        |
| 1950           | 134.000        |
| 1963           | 253.500        |
| 1980           | 519.200        |
| 1991           | 676.700        |
| 1993           | 663.400        |
| 1996           | 662.500        |
| 2004           | 589.446        |
| 2014           | 532.513        |

### Pogrome zu Beginn des 20. Jahrhunderts

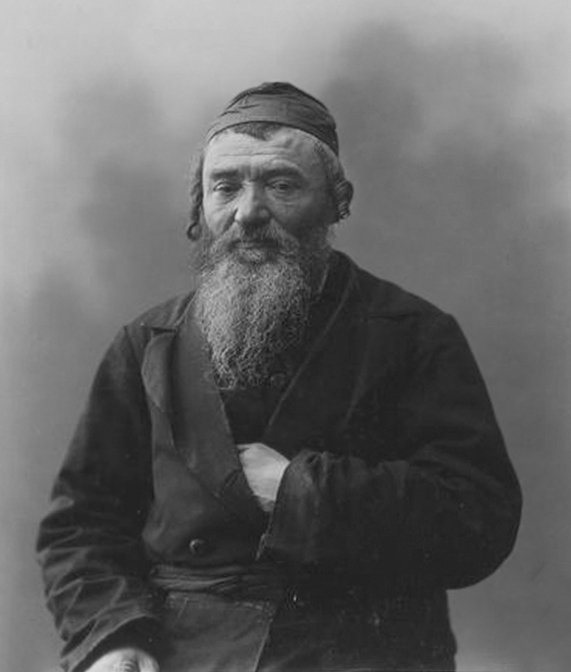
Jüdischer Einwohner um 1900

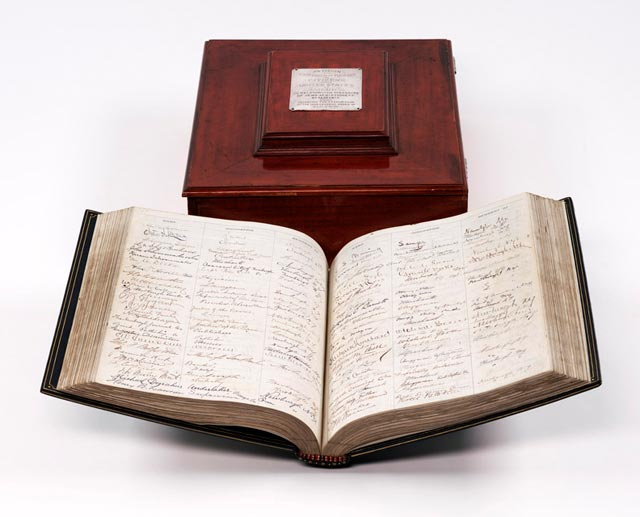
Petition an Zar Nikolaus II. von 1903

Kischinjow war um 1900 ein Zentrum jüdischen Lebens im Russischen Kaiserreich. So bildeten Juden mit einem Anteil von 45,9 % laut einer Zählung aus dem Jahr 1897 die größte Bevölkerungsgruppe in Kischinjow, vor den Russen (27,0 %) und den Rumänen (17,6 %).
Vom 6. Apriljul. / 19. Aprilgreg. bis zum 8.jul. / 21. April 1903greg., dem Ostersonntag, kam es in Chișinău zu einem großen Judenpogrom. Dabei starben 49 jüdische Einwohner; schätzungsweise 400 wurden verletzt. Hunderte Haushalte und hunderte Geschäfte wurden geplündert und zerstört. Der damalige Bürgermeister Karl Schmidt (1846–1928), der bessarabiendeutscher Herkunft war, trug wesentlich zur Aufklärung und Strafverfolgung der Täter bei. Das Pogrom von Kischinjow wurde offenbar von Pawel Kruschewan, dem Verleger der damals einzigen offiziellen Zeitung, Bessarabez (Бессарабецъ), demagogisch geschürt und wies Anzeichen einer organisierten Aktion auf. Die Reaktionen in der Weltpresse waren heftig, selbst im Russischen Kaiserreich. So erhielt im Juli 1905 Kaiser Nikolaus II. eine vom amerikanischen Volk an Präsident Theodore Roosevelt aufgetragene Petition, die sich allerdings auf seine Politik nicht auswirkte. Seit ihrer Ablehnung durch den Kaiser ist sie (bis heute) im Besitz der US-Regierung. Der Hilfsverein der deutschen Juden unter dem Vorsitz von Paul Nathan rief die Vertreter von relevanten jüdischen Organisationen aus verschiedenen Ländern zu einer Erörterung der Situation zusammen.
Am 17. Juni 1903 überlebte Pawel Kruschewan eine Messerattacke durch den Kiewer Studenten Pinchas Daschewski auf dem Newski-Prospekt in Sankt Petersburg, der ihn nur leicht verwundet hatte. Zeitungen wurden zu dieser Zeit durch die russische Geheimpolizei „Ochrana“ in ihrem antisemitischen Tun bewusst unterstützt und gefördert. Dazu gehörte auch das Verbreiten von Publikationen, z. B. der „Protokolle der Weisen von Zion“.
Am 22. August 1905 kam es in der Stadt erneut zu einer blutigen Eskalation, als die Polizei das Feuer auf geschätzt 3.000 demonstrierende Landarbeiter eröffnete. Vergleichbar ist diese Tragödie mit dem Petersburger Blutsonntag, der sich am 9. Januarjul. / 22. Januar 1905greg. in Sankt Petersburg ereignete; dort wurden etwa 1.000 demonstrierende Arbeiter getötet.
Wenige Monate später, am 19.jul. / 1. November 1905greg. und 20.jul. / 2. November 1905greg., geriet ein Demonstrationszug, der sich gegen die Erklärung des Oktobermanifestes von Kaiser Nikolaus II. richtete, außer Kontrolle, und Anhänger der Oktobristen und Schwarzhunderter führten in der Stadt bewaffnete Attacken gegen Juden, liberale Studenten und sozialdemokratische Arbeiter durch. Dabei starben 19 Juden, 56 wurden verletzt. Auch im Zusammenhang mit der Beisetzung zweier ermordeter jüdischer Mädchen kam es zu weiteren blutigen Ausschreitungen. Dieser Antisemitismus führte schließlich zu einem stetigen Abwandern der jüdischen Bevölkerung in die Vereinigten Staaten und nach Palästina.

### 1914 bis 1940

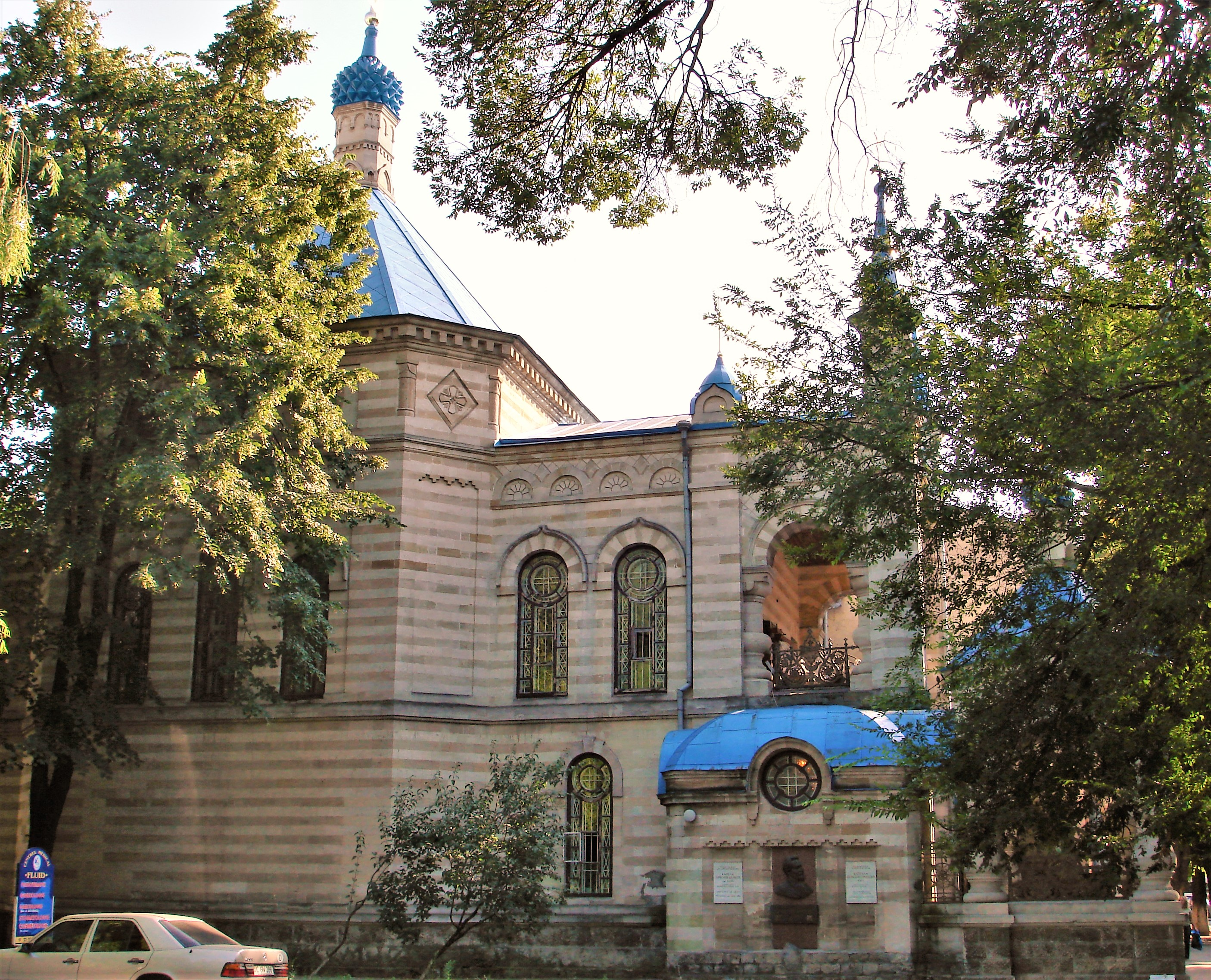
Kathedrale St. Teodora de la Sihla, von Alexander Bernardazzi 1895 als Schulgebäude mit Kapelle erbaut, inzwischen orthodoxe Kirche ausgebaut im neobyzantinischen Stil

Im Zuge der russischen Oktoberrevolution übernahm im November 1917 eine nationale Vollversammlung namens Sfatul Țării (Landrat) mit Sitz in Chișinău die Regierung. Am 2. Dezemberjul. / 15. Dezember 1917greg. erklärte sich das Land zu einem autonomen Gebiet innerhalb von Russland und die Moldauische Demokratische Republik wurde ausgerufen. Nachdem Bolschewiki am 5. Januar 1918 Chișinău besetzt hatten, bat der Landrat Rumänien um militärischen Beistand. Die am 16. Januar einmarschierten rumänischen Truppen stellten innerhalb von wenigen Tagen die frühere Ordnung im Land wieder her. Am 24. Januarjul. / 6. Februar 1918greg. erklärte der Sfatul Țării die Unabhängigkeit und am 27. Märzjul. / 9. April 1918greg., unter Beibehaltung einer Teilautonomie, den Anschluss an Rumänien. Der Anschluss wurde 1920 im Pariser Vertrag durch die westlichen Alliierten bestätigt. Chișinău verlor mit der Auflösung des Sfatul Țării seinen Status als Hauptstadt und damit an Bedeutung.
In der Zwischenkriegszeit unternahm die Stadt große Renovierungsarbeiten im Zentrum. Dabei wurde 1927 auch ein Denkmal des Fürsten der Moldau, Ștefan cel Mare și Sfînt, durch den Künstler Alexandru Plămădeală und den Architekten Eugen Bernardazzi errichtet.

### Zweiter Weltkrieg
Im Zweiten Weltkrieg wurde Chișinău fast vollständig zerstört. Am 28. Juni 1940 wurde die Stadt durch die Rote Armee besetzt. Dabei wurde das zu Rumänien gehörende Gebiet Bessarabien von der Sowjetunion annektiert. Am 10. November 1940 ereignete sich ein verheerendes Erdbeben. Das Beben mit Epizentrum im östlichen Rumänien hatte eine Stärke von 7,3 auf der Richterskala und führte in der Stadt zu massiven Zerstörungen.
Nach knapp einem Jahr Friedensverhandlungen (deutsch-sowjetischer Nichtangriffspakt) folgte am 22. Juni 1941 der Deutsch-Sowjetische Krieg, dem sich auch rumänische Truppen anschlossen. Zu Beginn des Großangriffs war auf dem Gebiet der Stadt das II. mechanisierte Korps (Panzer- und motorisierte Infanterie) stationiert. Das Gebiet um die Stadt wurde von der 9. Roten Armee von Jakow Tscherewitschenko und der von Andrei Smirnow befehligten 18. Roten Armee kontrolliert. Im Juli 1941 war die Stadt schwer umkämpft, bei zähem Widerstand der sowjetischen Truppen. Es gab Bombardierungen durch die deutsche Luftwaffe. Die vorrückende deutsche 11. Armee unter Generaloberst Eugen von Schobert, Teil der Heeresgruppe Süd unter Generalfeldmarschall Gerd von Rundstedt, wurde durch Truppen der rumänischen 3. und 4. Armee unterstützt. Der sowjetische Widerstand hielt bis zum 17. Juli 1941, als Chișinău schließlich erobert wurde. Deutsche und rumänische Truppen besetzten die Stadt von Norden über die Ortschaft Sculeni und von Süden via Hîncești.

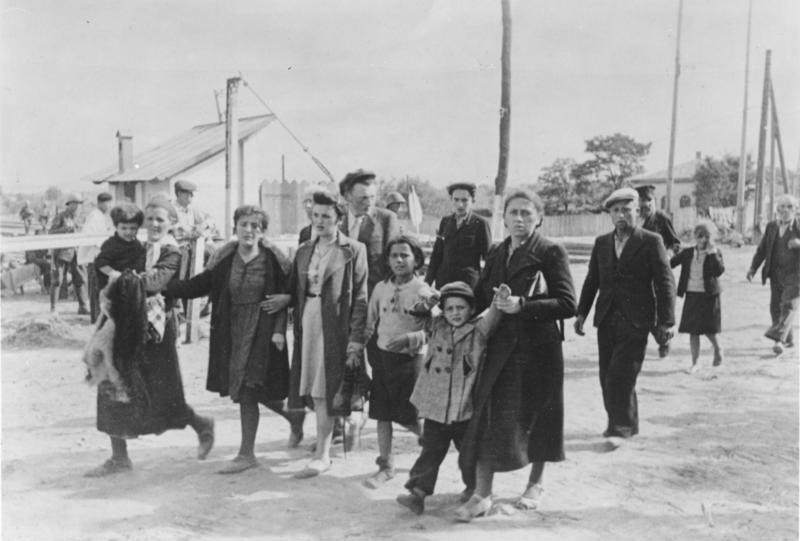
Festgenommene Juden, Juli 1941

Während der deutsch-rumänischen Besetzung kam es in der Stadt zu systematisch organisiertem Massenmord überwiegend an jüdischen Einwohnern, die zusammengetrieben, auf Lastwagen verladen und aus der Stadt transportiert wurden. Dort mussten sie teilweise selbst die Gruben ausheben, in denen sie erschossen wurden. Das Kommando über die Ausführung hatte Paul Zapp, Anführer des Sonderkommandos 11a. Als Teil der Einsatzgruppe D unterstand dieses Kommando dem SS-Gruppenführer Otto Ohlendorf. Die Zahl der nach der Besetzung von Chișinău ermordeten Juden wird auf etwa 10.000 geschätzt.

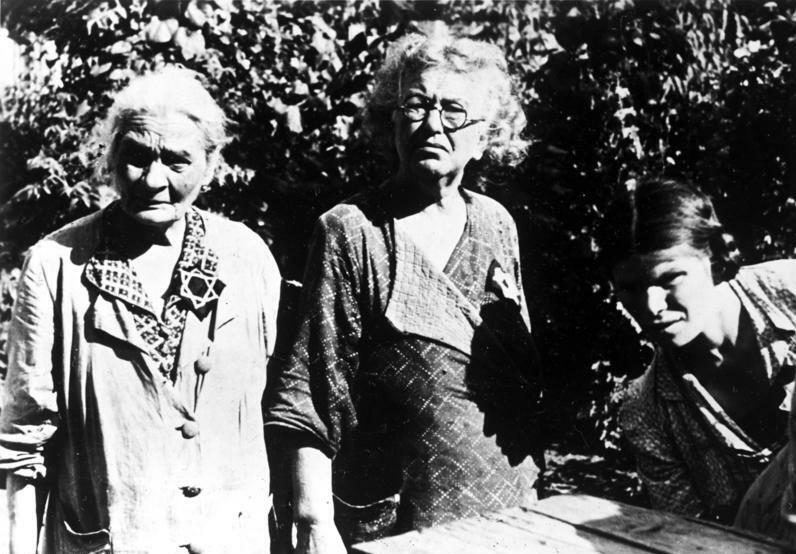
Jüdische Frauen im Ghetto von Chișinău, August 1941

Das am 24. Juli 1941 in der Altstadt von Chișinău eingerichtete Ghetto diente als Zwischenstation, dessen Bewohner man als Arbeitskräfte im Steinbruch von Ghidighichi arbeiten ließ. Das Ghetto beschränkte sich auf wenige Straßen und bestand aus wenigen Gebäuden, von denen die meisten bereits stark zerstört waren. Um das Ghetto verlief eine Mauer mit mehreren kontrollierten Ein- und Ausgängen. Laut Angaben der rumänischen Armee befanden sich im Ghetto von Chișinău 11.525 Personen.
Zehntausende Juden und andere unerwünschte Ethnien wurden direkt in sogenannten Todesmärschen in das östlich gelegene Transnistria (nicht zu verwechseln mit dem heute flächenmäßig kleineren Transnistrien) deportiert. Es gab Überquerungsorte bei Rezina nahe Rîbnița, bei Cosăuți in der Nähe von Soroca und in Otaci bei der ukrainischen Ortschaft Mohyliw-Podilskyj. Etwa ein Drittel von ihnen starb an Erschöpfung, andere wurden erschossen; nur wenige konnten sich in der Ukraine verstecken. Einige ausgesonderte Gruppen ließ man erst in Lagern sammeln, wie etwa 23.000 im Lager in Vertujeni (heute Vertiujeni), um sie zur Zwangsarbeit zu pressen. Andere Lager befanden sich in Secăreni, Edineț und Mărculești.
Verschiedene Berichte zeugen von grässlichen Geschehnissen in dieser Region. Dazu gehört der Todeszug von Iași. Am 1. August 1941 brachte man auf Befehl der Gestapo 450 Juden aus dem Ghetto von Chișinău, vor allem Frauen und Gelehrte, nach Visterniceni, etwa zwei Kilometer von der Stadt entfernt; 411 wurden erschossen, wie Überlebende nach ihrer Rückkehr berichteten. Am 6. August wurden etwa 200 Juden von Polizeibeamten aus Chișinău erschossen, ihre Leichen wurden in den einige Kilometer östlich von Chișinău fließenden Dnister geworfen. Am 7. und 8. August brachte man 525 Juden, darunter 25 Frauen, zur Arbeit am Bahnhof Ghidighichi; von ihnen kamen nach einer Woche noch ca. 200 zurück.
Auf Befehl des rumänischen Marschalls Ion Antonescu begann man schließlich, das Ghetto in Chișinău zwischen dem 4. Oktober 1941 und Mai 1942 ebenfalls zu räumen und die Gefangenen auf Todesmärschen nach Transnistria zu deportieren. Von den ehemals 65.000 Juden in Chișinău im Jahr 1939 fielen 53.000 dem NS-Regime zum Opfer. Der Holocaustforscher Matatias Carp befasste sich eingehend mit dem Holocaust in Rumänien.

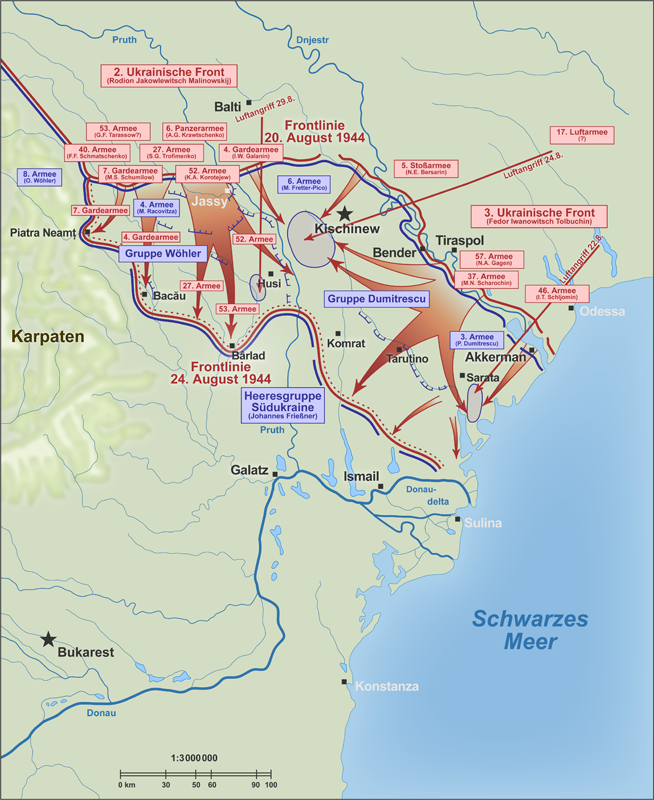
Operation Jassy-Kischinew, August 1944

Stark ins Kriegsgeschehen einbezogen wurde die ehemalige bessarabische Provinzhauptstadt auch gegen Kriegsende, beim Rückzug der deutschen und rumänischen Truppen. Am 28. März 1944 überschritten Teile der sowjetischen 2. Ukrainischen Front den Pruth nördlich von Jassy (Iași) und bezogen eine Linie am Karpatenkamm. Die deutsch-rumänische Front wurde immer weiter zurückgedrängt, bis Anfang April die 3. Ukrainische Front im Osten bei Tiraspol entlang dem Dnister zum Stehen kam.
Am 20. August 1944 folgte schließlich der sowjetische Großangriff „Operation Jassy-Kischinew“ unter der Führung von Fjodor Tolbuchin und Rodion Malinowski. Durch den Angriff in Form einer Zangenoperation geriet ein Teil der Heeresgruppe Süd von Generaloberst Johannes Frießner, darunter die neugruppierte deutsche 6. Armee unter Führung des Generals der Artillerie, Maximilian Fretter-Pico, am 24. August bei ihrem Rückzug südwestlich von Chișinău und Huși in einen Kessel und wurde vernichtet. Ebenfalls am Kampfgeschehen beteiligt war der spätere sowjetische Stadtkommandant von Berlin, Generaloberst Nikolai Bersarin, der mit seiner 5. Stoßarmee die deutschen Linien am Dnister durchbrach. Teile der deutschen 8. Armee konnten sich über die Karpaten nach Ungarn zurückziehen, während die 6. Armee zum Großteil vernichtet wurde. Die bis dahin mit den Deutschen verbündete rumänische Armee wechselte bereits am 23. August 1944 die Seite und stellte den Kampf ein. Am 24. August 1944 wurde Chișinău von der Roten Armee besetzt.
Obwohl die Stadt von direkten Kampfhandlungen verschont blieb, verlor sie bis Kriegsende schätzungsweise 70 % ihrer Wohnfläche; dazu trugen vor allem das Erdbeben von 1940 und Luftangriffe beim Vorbeiziehen der Kriegsfronten bei. Rumänische und neuerdings auch moldauische Quellen machen jedoch für den Großteil der Schäden sowjetische NKWD-Vernichtungsbataillone verantwortlich, die bis zum 17. Juli 1941 operierten, als die Stadt von den Achsenmächten erobert wurde.
Nach der Wiedereroberung forderte die Sowjetunion unter Josef Stalin das bereits aufgrund des geheimen Zusatzprotokolls des deutsch-sowjetischen Nichtangriffspakts von 1939 annektierte Bessarabien zurück. Mit dem Friedensvertrag von Paris im Februar 1947 erkannte Rumänien Bessarabien als Teil der UdSSR an. Chișinău wurde Hauptstadt der Moldauischen Sozialistischen Sowjetrepublik.
In der Stadt befand sich das Kriegsgefangenenlager 198 für deutsche Kriegsgefangene des Zweiten Weltkriegs.
Die Kriegsgräberstätte Moldau in Chișinău ist 2006 vom Volksbund Deutsche Kriegsgräberfürsorge eingeweiht worden. Grundlage für diesen Soldatenfriedhof ist ein Abkommen zwischen der Regierung der BRD und der Regierung der Republik Moldau.
Die Anlage liegt am nördlichen Stadtrand an der „Strada Doina“ auf dem Gebiet der Gemeinde Grãtieºti. Bis zum Jahr 2017 wurden hier 6.525 Tote eingebettet.

### Zeit in der Sowjetunion
Nach den schweren Beschädigungen im Zweiten Weltkrieg setzte ab Ende der 1940er Jahre ein rasantes Bevölkerungswachstum in Chișinău ein.
Von 1947 bis 1949 entwickelte der Architekt Alexei Schtschussew unter Mithilfe eines mehrköpfigen Architektenteams einen Plan zum schrittweisen Wiederaufbau der Stadt. Während Stalin weiterhin auf riesige Paläste im Sozialistischen Klassizismus (Zuckerbäckerstil) setzte, litt die Bevölkerung zunehmend unter Wohnraummangel.
Mit dem Beginn der Ära Chruschtschow im September 1953 wurde in der ganzen Sowjetunion zu Sparmaßnahmen aufgerufen. Chruschtschow versammelte im Dezember 1954 die leitenden Architekten und Baufunktionäre der Sowjetunion zur „Allunionskonferenz der Bauschaffenden“ und ließ öffentlich die Entstalinisierung der Baukultur und die Abschaffung des „Konservatismus in der Architektur“ bekanntgeben – unter dem Motto „Besser, billiger und schneller bauen“ folgten drastische Änderungen im Wohnkonzept. Mit dem neuen Baustil jener Zeit entstand das bis heute charakteristische Stadtbild von Chișinău mit vielen großen Wohnblocks, angeordnet im Stil von „Chruschtschowki“ (хрущёвки, Plattenbau-Siedlungen). Um das eigentliche Stadtzentrum herum entstanden dabei neue Wohnbezirke, sogenannte Schlafstädte mit Einzelhandelsgeschäften und Schulen, aber wenig sozialer Infrastruktur.
Siehe auch: Sozialistischer Städtebau
Am 4. März 1977 ereignete sich in der Stadt ein schweres Erdbeben, das Panik auslöste und mehrere Todesopfer forderte. Seit 1986 steht das Hochhaus Romashka Tower. 
1989 kam es in Chișinău zu Spannungen mit der Zentralregierung in Moskau, was zur Wiedereinführung der rumänischen Sprache und 1991 zur Unabhängigkeit des Landes führte.

### Geschichtlicher Überblick

Ethnische Gruppen in Chișinău

- 17. Juli 1436: erste Erwähnung der Ortschaft im damaligen Fürstentum Moldau
- 1511: Eroberung durch das Osmanische Reich unter Selim I.
- 1812: das Gebiet wird nach dem Frieden von Bukarest Teil des Russischen Reiches
- 1818: Ernennung zur Hauptstadt des Gouvernements Bessarabien
- 1918–1940: Teil Rumäniens
- im Zweiten Weltkrieg zwischen Rumänien und der Sowjetunion heftig umkämpft
- 1940–1991: Hauptstadt der Moldauischen Sowjetrepublik (Sowjetunion)
- 27. August 1991: formeller Austritt aus der Sowjetunion als Folge der Perestroika, Chișinău wird Hauptstadt der unabhängigen Republik Moldau

## Politik

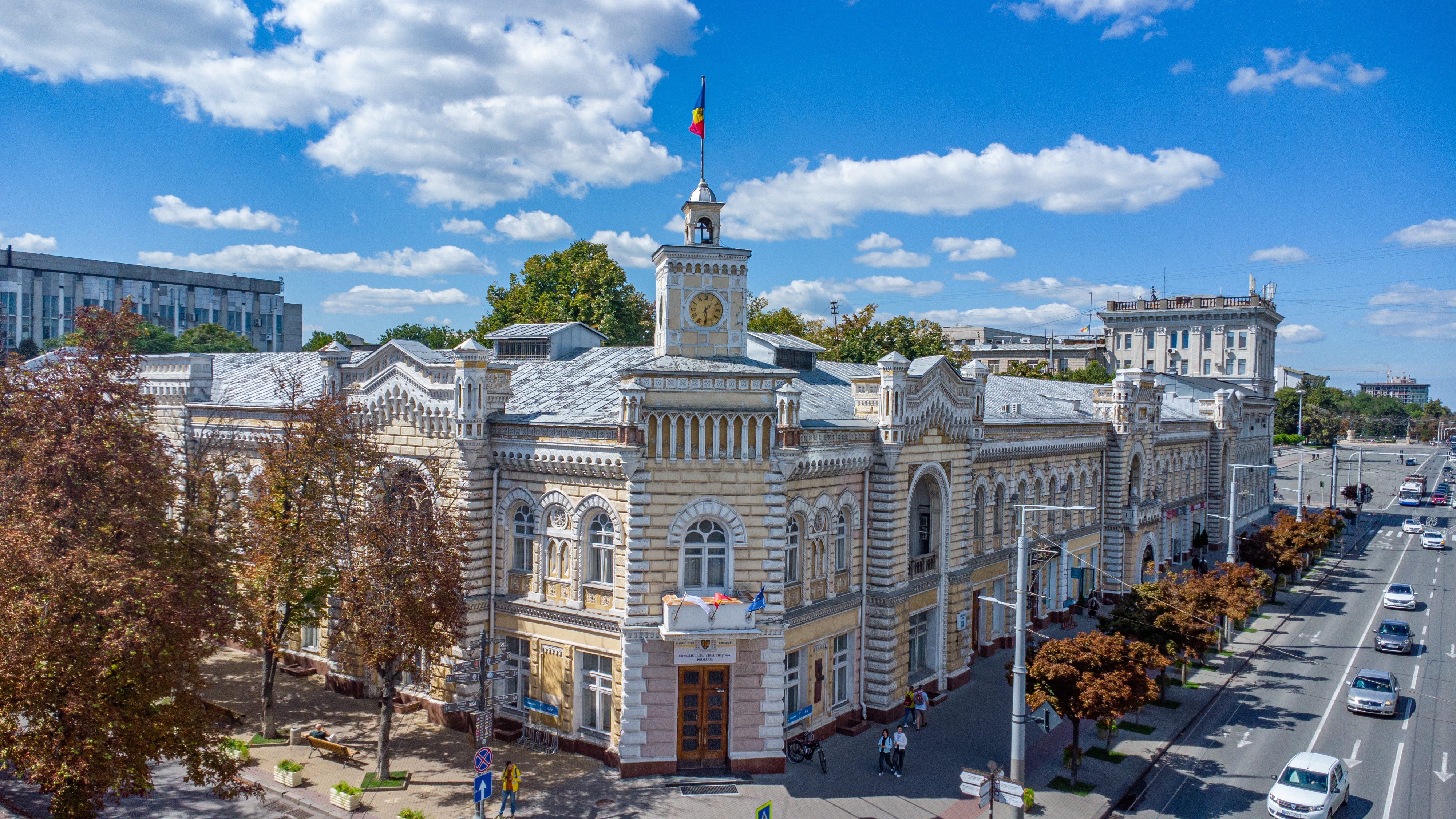
Stadtverwaltung

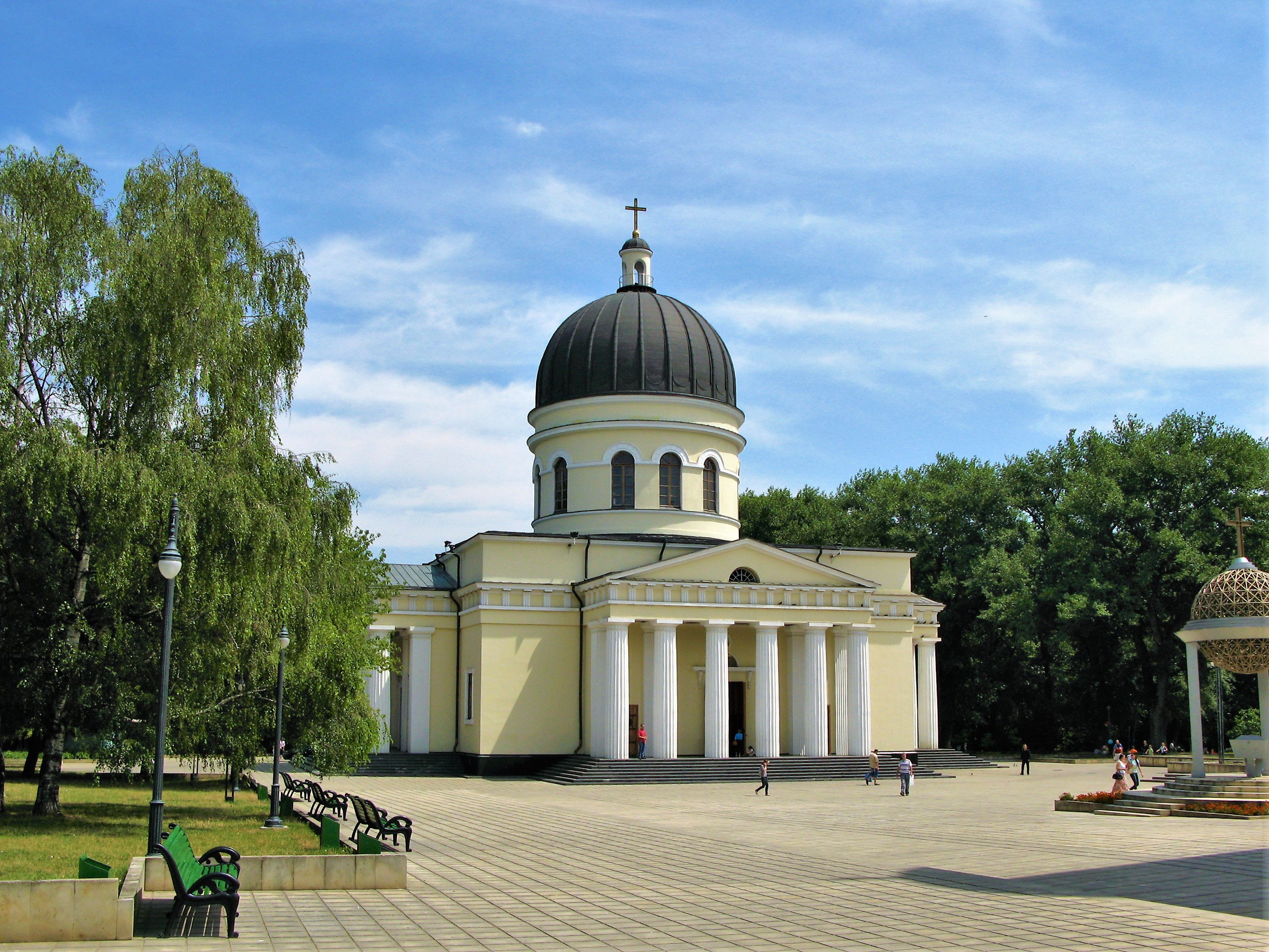
Kathedrale der Geburt des Herrn

### Bürgermeister
1817 gab es in Chișinău den ersten Bürgermeister. 1990 wurde das Amt, das 1941 abgeschafft worden war, wieder eingeführt und Nicolae Costin zum ersten Bürgermeister nach der Sowjet-Ära gewählt.
Bei der Wahl 2007 wurde der prowestliche, damals erst 28-jährige Dorin Chirtoacă per Stichwahl mit 61 % der Stimmen gewählt. Er setzte sich als Herausforderer klar gegen den kommunistischen Kandidaten Veaceslav Iordan (38 %) durch. Chirtoacă wurde zweimal knapp wiedergewählt, 2017 wegen Korruptionsaffären suspendiert und 2018 endgültig entlassen.
| Name                             | Amtsantritt     | Ende der Amtszeit                                       |
| -------------------------------- | --------------- | ------------------------------------------------------- |
| Angel Nour                       | 1817            | –                                                       |
| Nicolae Costin                   | 1990            | 1994                                                    |
| Serafim Urecheanu                | 9. August 1994  | 20. April 2005                                          |
| Vasile Ursu                      | 20. April 2005  | 2007                                                    |
| Veaceslav Iordan (kommissarisch) | 25. Januar 2007 | 18. Juni 2007                                           |
| Dorin Chirtoacă                  | 18. Juni 2007   | 25. Mai 2017 (suspendiert) 16. Februar 2018 (entlassen) |

### Städtepartnerschaften
Chișinău hat insgesamt 13 Partnerschaften mit anderen Städten geschlossen. Seit Dezember 1989 unterhält Chișinău eine Städtepartnerschaft mit Mannheim, die einzige deutschsprachige. Weitere Partnerschaften gibt es mit
| - Grenoble (Frankreich, 1977) - Reggio nell’Emilia (Italien, 1989) - Sacramento (USA, 1990) - Odessa (Ukraine 1994) - Bukarest (Rumänien, 1999) - Kiew (Ukraine, 2000) | - Jerewan (Armenien, 2000) - Minsk (Belarus, 2000) - Tel Aviv (Israel, 2000) - Ankara (Türkei, 2004) - Iași (Rumänien, 2008) - Tiflis (Georgien, 2011) |

Zudem gibt es eine Reihe von Kooperationsabkommen mit anderen Städten und Gebieten, darunter mit Moskau, Saratow und Tula (Russland), Jerusalem (Israel), Città di Castello (Italien), Hampshire (Vereinigtes Königreich), Astana (Kasachstan), Damaskus (Syrien), Cherson (Ukraine), Vilnius (Litauen), Pitești (Rumänien), Woiwodschaft Lebus (Polen) und Roms Munizip XVII (Italien).

### Internationale Organisationen
In Chișinău arbeiten mehrere internationale Organisationen, und zwar politische, humanitäre und solche der Entwicklungshilfe.
- United Nations Development Programme (UNDP)
- United Nations High Commissioner for Refugees (UNHCR)
- United Nations Children’s Fund (UNICEF)
- die Europäische Kommission
- TACIS (Förderprogramm der EU)
- die Organisation für Sicherheit und Zusammenarbeit in Europa (OSZE)
- die Weltbank
- der Internationale Währungsfonds
- die Lateinische Union (Uniunea Latină)
- die Gemeinschaft Unabhängiger Staaten

## Wirtschaft und Verkehr

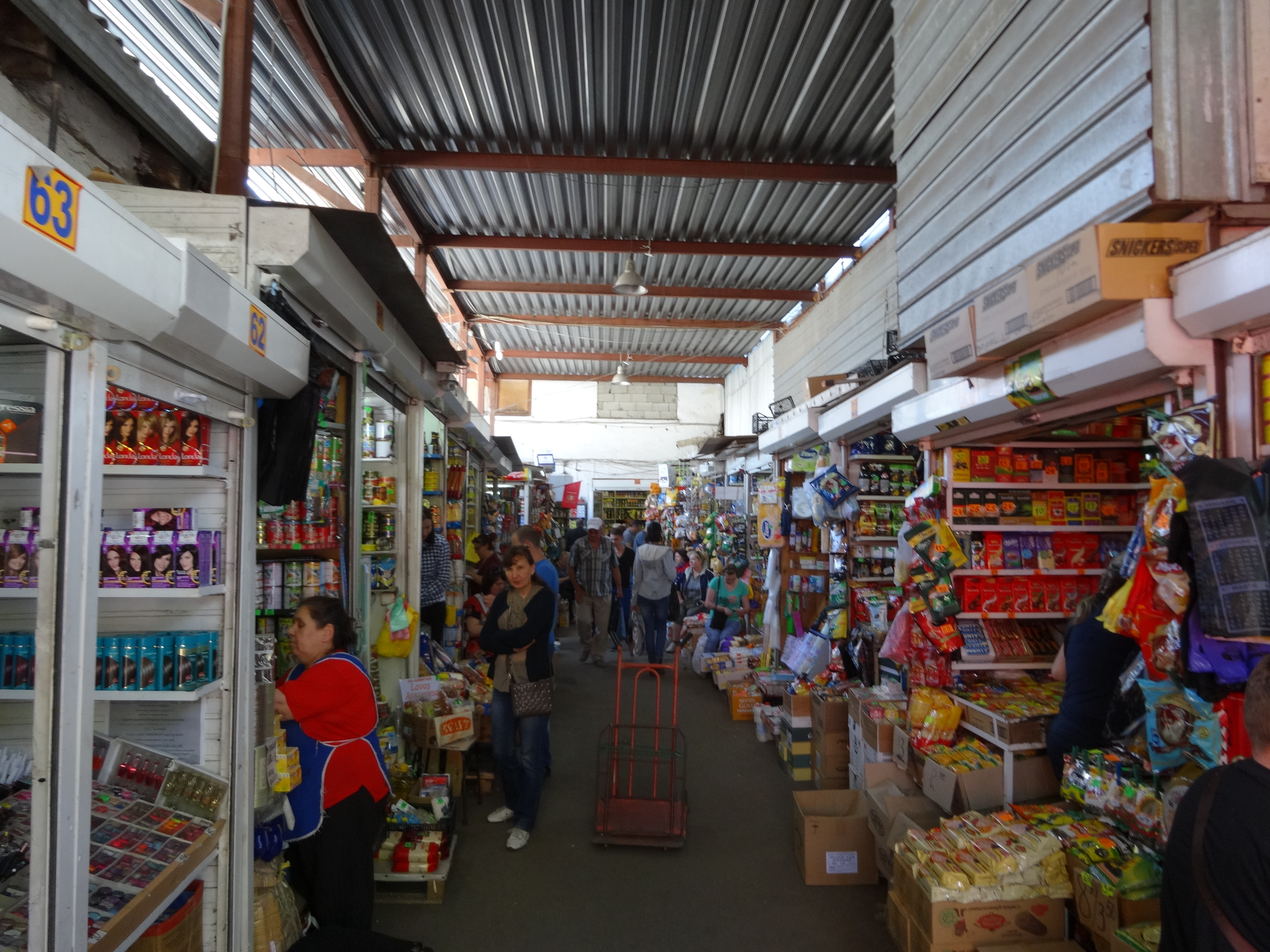
Basar von Chișinău

Chișinău ist ein Zentrum der Lebensmittelindustrie. So finden sich neben der Tabak- und Textilindustrie etwa eine große Weinkellerei sowie Produktionsstätten für Obst- und Gemüsekonserven. Nach dem Ende des kommunistischen Systems in Moldau entwickelte sich die Stadt zunehmend zu einem attraktiven Standort für Banken. Die Stadt hat mittlerweile sogar zwei Wertpapierbörsen: die Moldova Stock Exchange und die Chișinău Stock Exchange. Aufgrund der schwierigen gesetzlichen Lage und der anhaltenden Korruption im Lande blieb jedoch der Zuzug großer ausländischer Investoren wie in anderen ehemals kommunistisch regierten Ländern bislang aus.
Die Bewohner von Chișinău genießen eine im Vergleich zu ihren ländlichen Mitbürgern höhere Lebensqualität. Im europäischen Vergleich ist der Lebensstandard aber weit unterdurchschnittlich. Nach dem großen wirtschaftlichen Tief um das Jahr 2000 ist jedoch wieder Besserung eingetreten.
Einer der größeren Industriebetriebe, das ehemals Kettentraktoren herstellende Kischinjowski Traktorny Sawod ist seit 2008 insolvent.

### Öffentlicher Verkehr

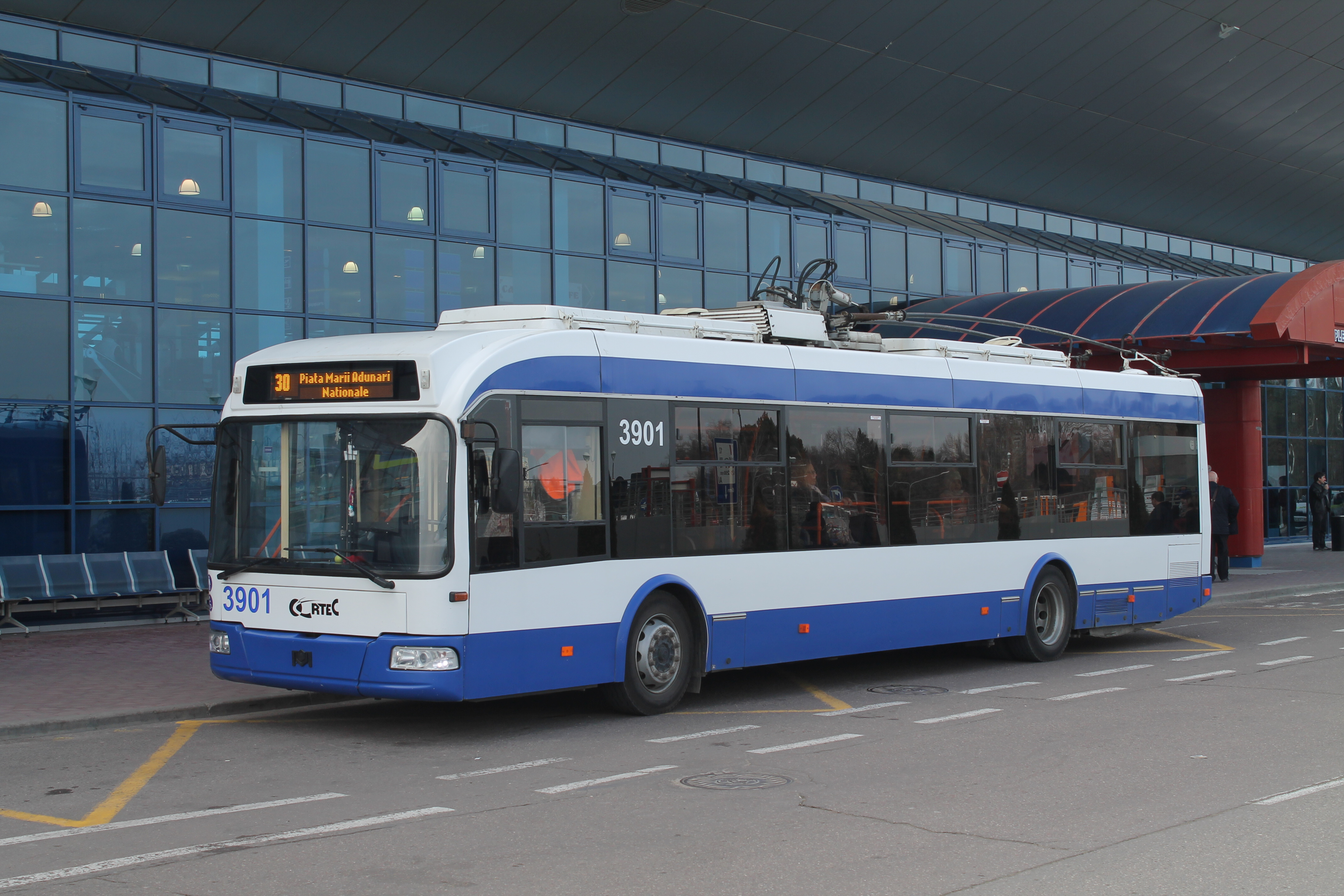
Trolleybus in Chișinău

An öffentlichen Transportmitteln stehen neben einem dichten Trolleybus-System (seit 12. Oktober 1949), Omnibusse, Minibusse (vgl. Marschrutka) und Taxis zur Verfügung. Letztere können rund um die Uhr telefonisch gerufen werden.
Bereits kurz nach dem Zweiten Weltkrieg gab es in Chișinău eine Straßenbahn mit 1.000 mm Spurbreite. Die Bahn wurde zunächst mit Betriebswagen des Typs MAN 1914 geführt. In den 1950er Jahren waren erste Gothawagen des Typs T57 aus der deutschen Gothaer Waggonfabrik im Einsatz. Der Betrieb des Tramnetzes wurde jedoch 1961 eingestellt, die Fahrzeuge wurden von der Straßenbahn Lemberg in der Ukraine übernommen.

### Fernverkehr

#### Busbahnhöfe
Das meistbenutzte Verkehrsmittel zur Personenbeförderung in Moldau ist der Bus. Beliebte Ziele sind beispielsweise Bukarest, Constanța (Rumänien) und Odessa (Ukraine). Für die Fahrt nach Odessa gibt es auch Busse, deren Route nicht durch Transnistrien, sondern über die Grenzorte Palanca oder Tudora führt.
Die Stadt Chișinău verfügt über drei Busbahnhöfe, die sowohl nationale als auch internationale Routen bedienen.

#### Eisenbahn

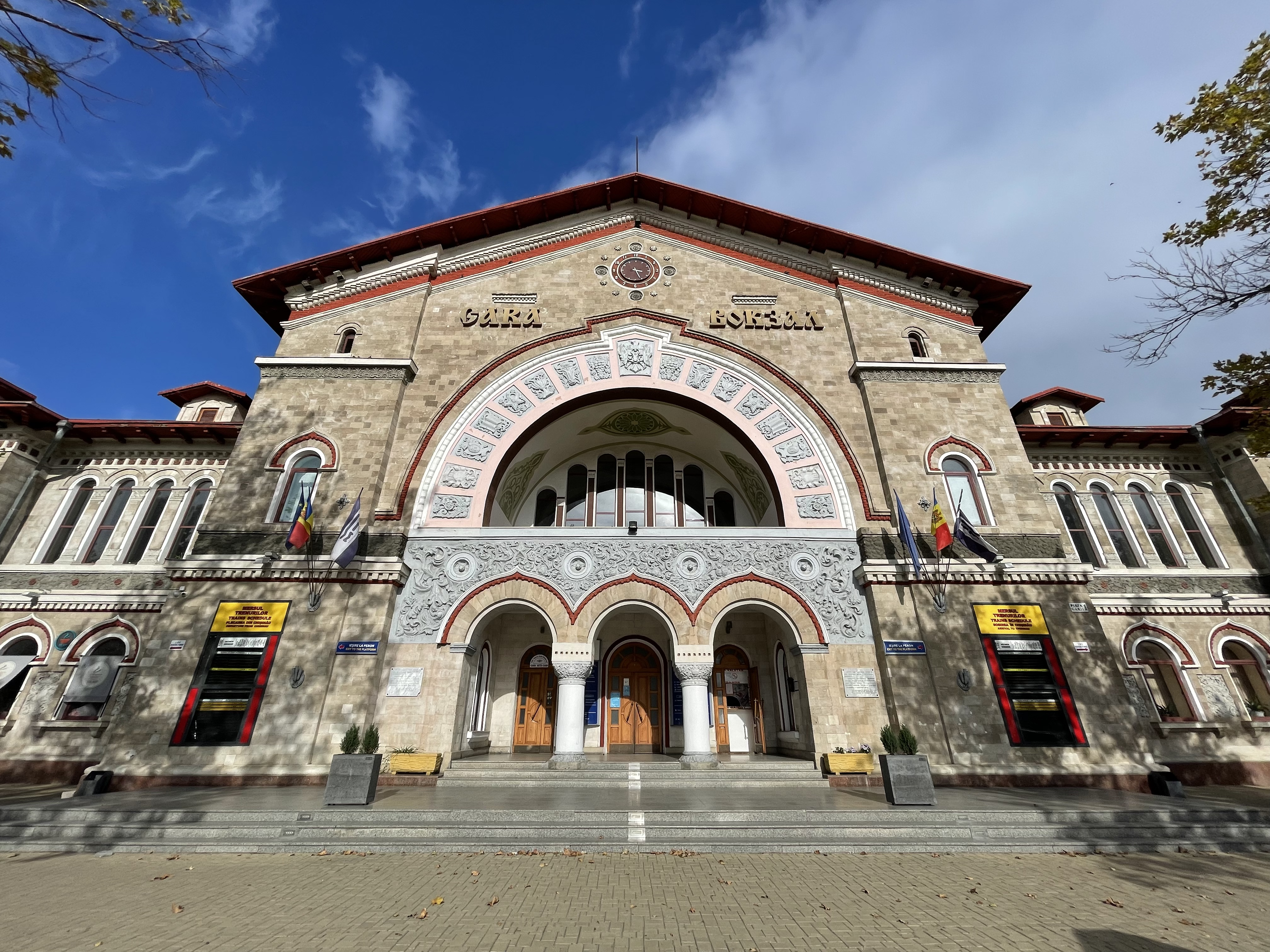
Hauptbahnhof von Chișinău

Wegen des anhaltenden Konflikts zwischen der Republik Moldau und Transnistrien kam der Schienenverkehr in Richtung Ukraine zeitweise komplett zum Erliegen. Nationale Bahngesellschaft ist die Calea Ferată din Moldova. Beim Bahnhof Chișinău liegt auch der einzige Rangierbahnhof des Landes. Momentan besteht eine tägliche Nachtverbindung nach Bukarest sowie zwei Mal pro Woche ein Zug nach Kiew. Regionalverkehr besteht nach Bender 3, Ungheni sowie Ocnița.

#### Flughafen

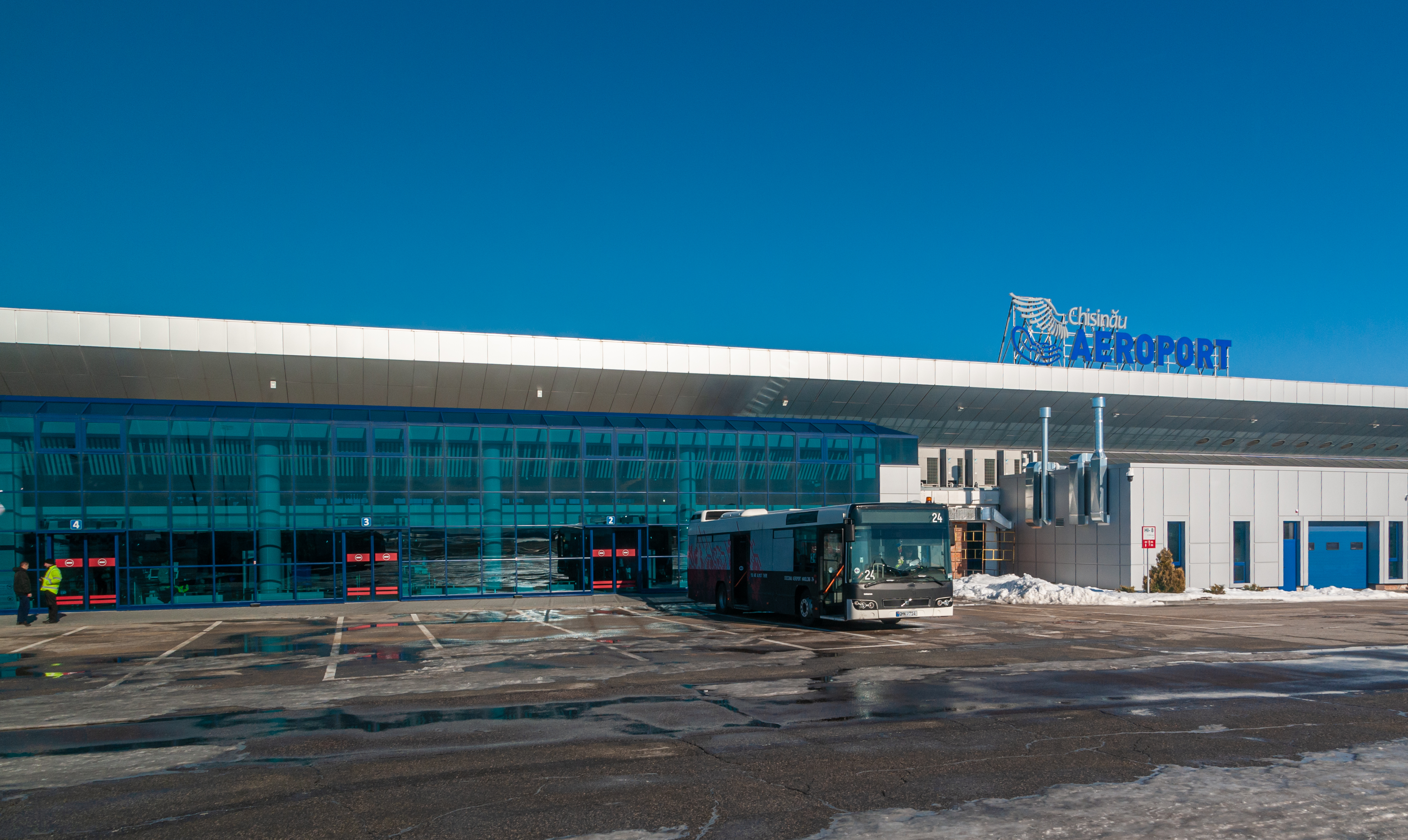
Flughafen von Chișinău

Der internationale Flughafen Chișinău (RMO) befindet sich ca. 15 km südlich vom Stadtzentrum und bietet internationale Flugverbindungen unter anderem nach Athen, Budapest, Bukarest, Dortmund, Frankfurt am Main, Istanbul, Lissabon, Leipzig, London, Madrid, Moskau, München, Nürnberg, Paris, Prag, Rom, Sankt Petersburg, Tel Aviv, Timișoara, Verona und Wien.

### Medien
Den öffentlich-rechtlichen Rundfunk überträgt die Mediengruppe Teleradio Moldova (TRM), die sowohl Fernsehsender als auch einige Radiostationen betreibt. Den privaten Bereich dominieren die Mediengruppe Jurnal TV und Publika. Alle drei haben ihren Sitz in Chișinău.

#### Fernsehen
Der nationale TV-Sender Moldova 1 hat seinen Hauptsitz in Chișinău. Er ist Eigentum der staatlichen TRM.
Der lokale Fernsehsender Pro TV Chișinău sendet seit dem 3. September 1999 täglich ein Nachrichtenformat sowie zwei Programme auf Rumänisch bzw. Russisch. Die restliche Sendezeit wird von Bukarest (Rumänien) aus bestritten.

#### Radio
Daneben gibt es einige lokale Radiosender in Chișinău. Hinzu kommen Sender aus Rumänien, die in lokalen Sendefenstern in Chișinău übertragen werden; die wichtigsten sind Vocea Basarabiei, Radio Noroc (lokal), Kiss FM, Pro FM, Radio 21/Hit Radio und Național FM/Fresh FM (rumänisch) sowie HIT FM, Radio Chanson und Русское Радио (Russkoje Radio) (russisch).

## Kultur

### Volksfeste
Jeweils am 14. Oktober feiern die Einwohner Chișinăus den Geburtstag der Stadt mit einem großen Umzug und diversen kleinen Ständen und Attraktionen im autofreien Stadtzentrum.

### Sehenswürdigkeiten

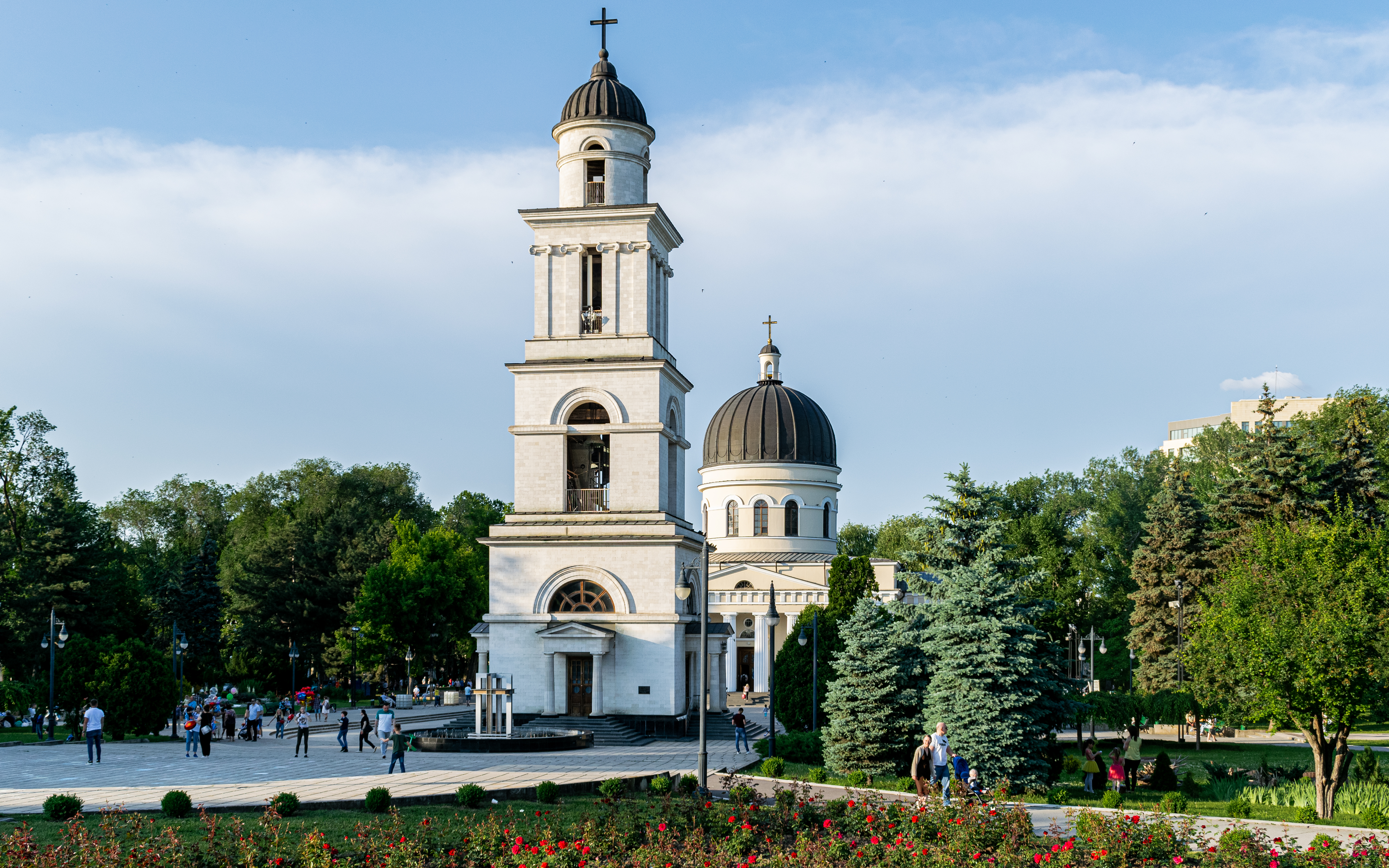
Kathedrale der Geburt des Herrn

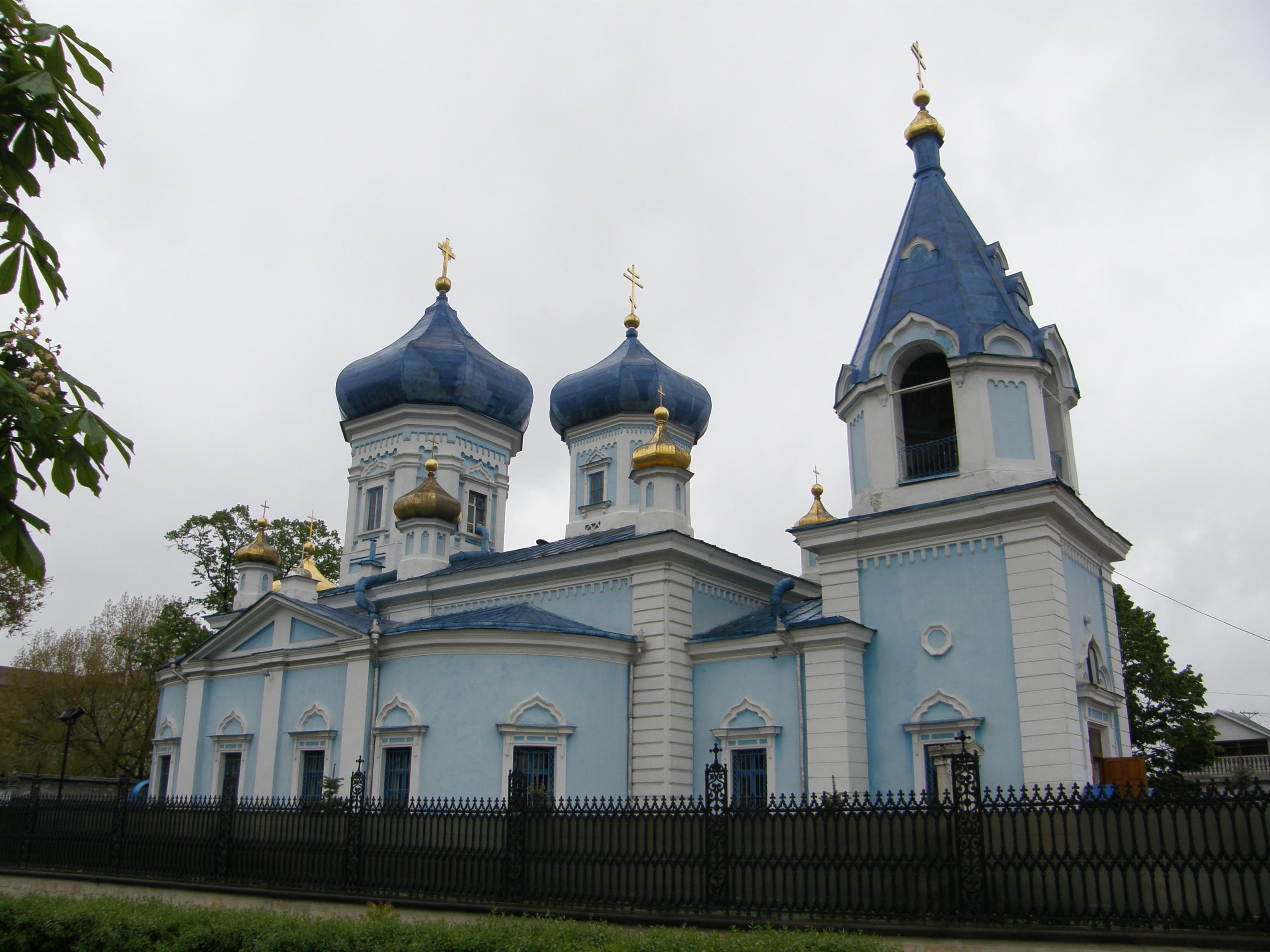
Catedrala Sfîntul Mare Mucenic Teodor Tiron (Kathedrale des großen Märtyrer Teodor Tiron)

- Kathedrale der Geburt des Herrn, nach anfänglichen Plänen von Peter Speeth von dem Architekten Avraam Melnikov in den Jahren 1830 bis 1836 erbaute moldauisch-orthodoxe Kathedrale mit prachtvollem Glockenturm
- Catedrala Sfîntul Mare Mucenic Teodor Tiron (Kathedrale des großen Märtyrer Teodor Tiron), 1858 von dem Architekten P. Piskariov erbaute Kathedrale, besticht durch ihr hellblaues Erscheinungsbild
- St.-Teodora-de-la-Sihla-Kathedrale, Sitz der Orthodoxen Kirche Bessarabiens
- Römisch-katholische Kathedrale der göttlichen Vorsehung, erbaut 1840–1843 im klassizistischen Stil
- Triumphbogen, eigentlich „Heiliger Bogen“ genannt, wurde von Luca Zaușkevici im Jahr 1841 errichtet; befindet sich direkt am Bulevardul Ștefan cel Mare și Sfînt im Parcul Catedralei gegenüber dem Regierungsgebäude, in der Nähe der Kathedrale der Geburt des Herrn
- Statue von Ștefan cel Mare și Sfînt, aus Bronze gefertigtes Denkmal von Ștefan cel Mare, entstand 1927 in Zusammenarbeit des Künstlers Alexandru Plămădeală mit dem Architekten Eugen Bernardazzi, steht im Gradina Publica Ștefan cel Mare și Sfînt
- Bulevardul Ștefan cel Mare și Sfînt, großzügig angelegte Straße, die von Nordwesten nach Südosten geradewegs durch das Stadtzentrum verläuft; das gesamte restliche Straßenmuster ist an diesem Boulevard ausgerichtet
- Allee der Herrscher Moldaus, beim Verteidigungsministerium stehen zehn Bronzebüsten, die am 27. August 2004 eingeweiht wurden; sie stellen die folgenden Persönlichkeiten dar: Bogdan I., Petru I. Musat, Alexandru cel Bun (Alexander der Gute), Ștefan cel Mare și Sfînt (Stefan der Große und Heilige), Bogdan III. cel Orb, Petru Rareș, Alexandru Lăpușneanu, Ioan Vodă cel Cumplit (Fürst Johann der Schreckliche), Vasile Lupu und Dimitrie Cantemir
- Jüdischer Friedhof, der größte des Landes
- Chișinău Zoo

### Museen und Theater

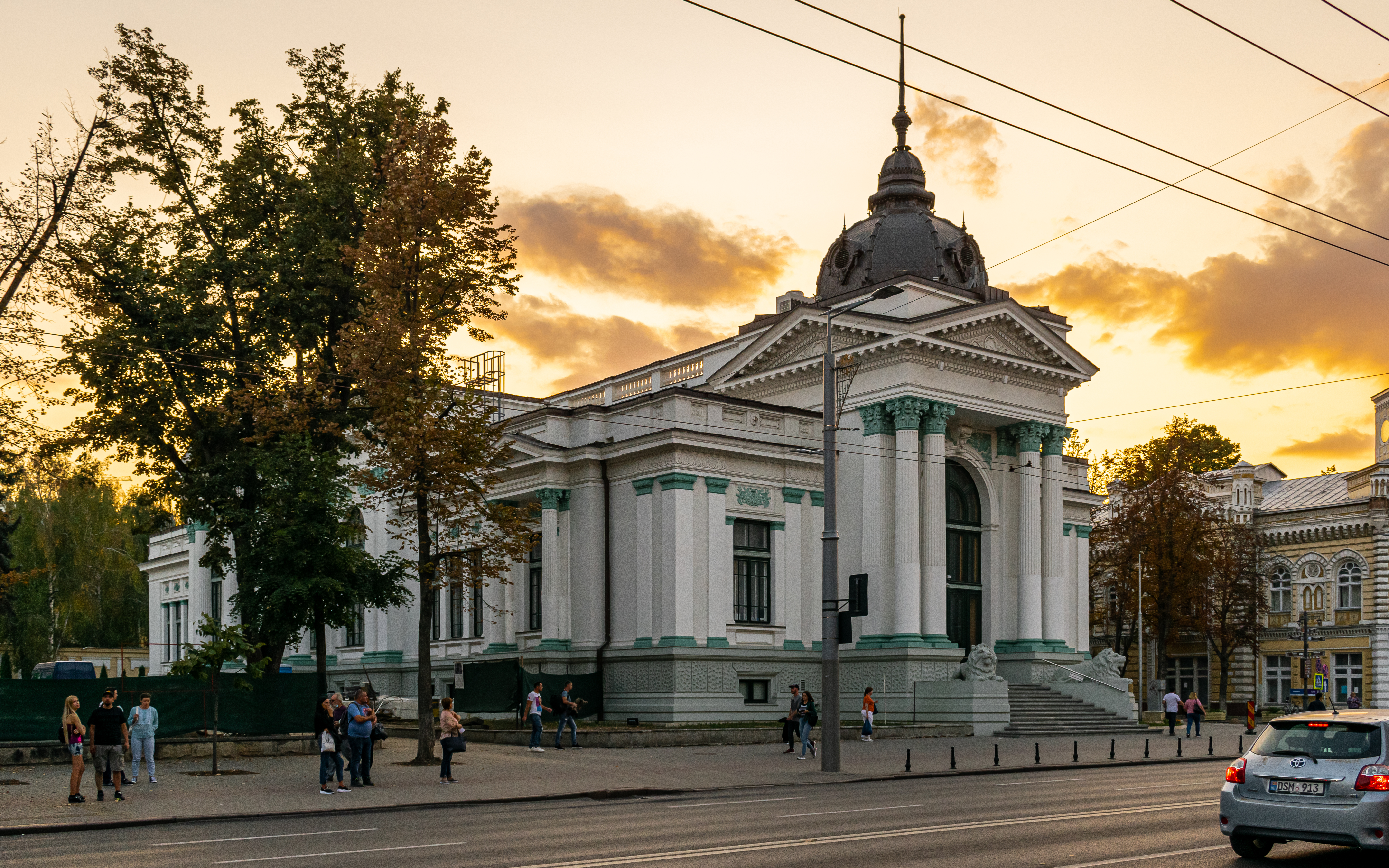
Sala cu Orgă (Saal mit Orgel)

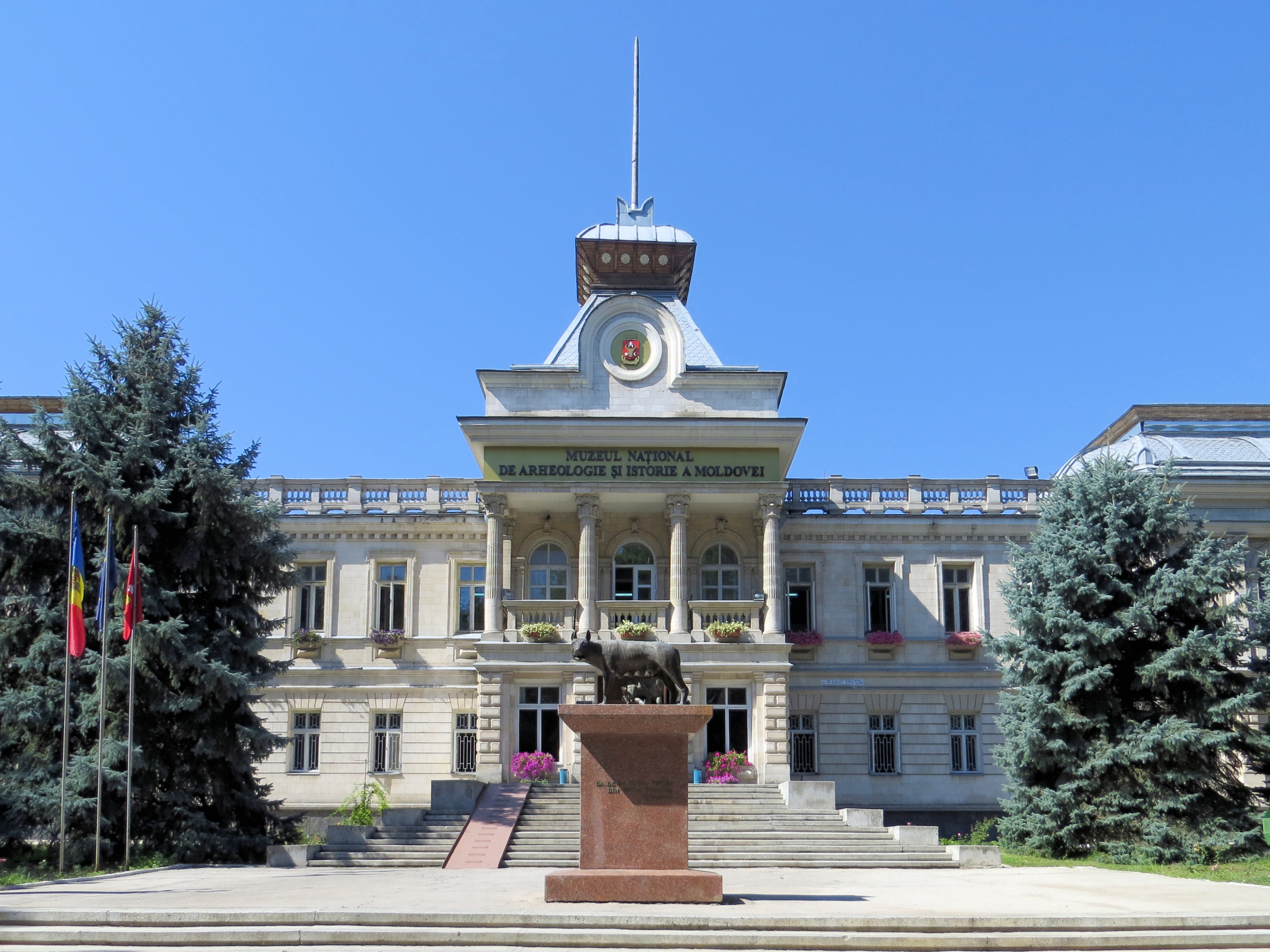
Nationales Geschichtsmuseum

- Muzeul Național de Istorie a Moldovei (Nationales Geschichtsmuseum)[21]
- Muzeul Național de Arte Plastice (Nationales Kunstmuseum)
- Museum für Geschichte Chișinău
- Muzeul Național de Etnografie și Istorie Naturală (Nationalmuseum für Völkerkunde und Naturgeschichte)
- Muzeul de Arheologie si Etnografie al Academiei de Stiinte din Moldova (Archäologisches und Ethnologisches Museum)
- Muzeul Literaturii Romane „M. Kogalniceanu“ (Literarisches Museum)
- Muzeul Pedagogic Republican (Pädagogisches Museum der Republik)
- Casa-Muzeu „A. S. Pușkin“ (Puschkin-Museum)
- Moldexpo, die Ausstellungsplattform in der Nähe des Parcul Valea Morilor bietet Platz für Veranstaltungen verschiedener Art; außerdem finden sich hier Überreste aus der kommunistischen Ära des Landes, wie beispielsweise die Statuen von Wladimir Iljitsch Uljanow (Lenin), Karl Marx oder Friedrich Engels

- Teatrul Național „Mihai Eminescu“ (Nationaltheater)
- Teatrul Dramatic Rus „A. P. Cehov“ (Tschechow-Theater)
- Teatrul Republican „Luceafărul“
- Sala cu Orgă (Orgelsaal), 1911 von dem Architekten Cekerul-Kuș erbaut
- Filarmonica Națională (Nationale Philharmonie)
- Jugendchor Gloria
- Nationales Opern- und Ballett-Theater Chișinău

### Sport

#### Fußball
In Chișinău gibt es zwei Fußballklubs, die in der Divizia Națională spielen: FC Zimbru Chișinău und FC Dacia Buiucani. Zudem spielte der FC Dacia Chișinău, von dem der FC Dacia Buicani vormals die Reservemannschafte darstellte, bis zu seiner Auflösung im Jahre 2017 ebenfalls in der ersten Liga Moldaus. Weitere ehemalige Fußballvereine, die aus Chișinău kamen und in der Divizia Națională spielten, waren FC Unisport-Auto Chișinău und CSCA Steaua Chișinău.
Zu den größeren Fußballstadien in Chișinău gehören das Stadionul Dinamo (Dinamo-Stadion) mit 2.692 Plätzen sowie das am 20. Mai 2006 eröffnete und nach dem gleichnamigen Fußballclub benannte Stadionul Zimbru (Zimbru-Stadion), das Platz für rd. 10.500 Zuschauer bietet (parallel dazu wurde das Stadionul Republicii [Stadion der Republik; 8.000 Sitzplätze] abgerissen).

#### Handball
National bedeutend ist der Verein HC Olimpus-85-USEFS, der auf internationaler Ebene beispielsweise am Europapokal der Pokalsieger teilnahm.

### Bildung
In Chișinău wurde mit Spatenstich im März 2024 der Bau einer privaten österreichischen Auslandsschule begonnen. Die Höhere Technische Lehranstalt (HTL) für Elektronik und Technische Informatik soll nach Bildungsminister Erhard Busek (1941–2022) benannt werden und im September 2025 den Betrieb aufnehmen.

### Tanz
Seit 1945 besteht das Moldawische Nationalballett Joc.

## Persönlichkeiten

### Geboren in Chișinău
Zu den Söhnen und Töchtern der Stadt Chișinău gehören u. a. der sowjetische Astronom Wladimir Albizki (1891–1952), der russische Arzt und Zionist Jacob Bernstein-Kohan (1859–1929), der US-amerikanische Filmproduzent Samuel Bronston (1908–1994), die moldauische Opernsängerin Maria Cebotari (1910–1949), der russische Pianist und Komponist Julius Isserlis (1888–1968), die moldauisch-österreichische Geigerin Patricia Kopatchinskaja (* 1977), der israelische Außenminister Avigdor Lieberman (* 1958), der ukrainische Tennisspieler Denys Moltschanow (* 1987), der russische Politiker Wladimir Purischkewitsch (1870–1920), der deutsche Historiker Georg Sacke (1902–1945) und der US-amerikanische Bananenunternehmer Sam Zemurray (1877–1961).

### Sonstige Persönlichkeiten
Personen mit Bezug zu Chișinău
- Alexander Bernardazzi (1831–1907) – Schweizer Architekt
- Eugen Bernardazzi – Schweizer Architekt
- Vladimir Beleaev (* 1955) – moldawisch-rumänischer Komponist
- Pol Cassel (1892–1945) – Dresdner Maler und Grafiker
- Ghenadie Ciobanu – Komponist, moldauischer Kulturminister
- Rudolf Faltin (1830–1918) – evangelischer Pastor und Missionar
- Tatiana Lisnic (* 1974) – moldauische Opernsängerin
- Gheorghe Postovanu (* 1960) – moldauischer Künstler, Bildhauer und Maler
- Alexander Sergejewitsch Puschkin (1799–1837) – russischer Schriftsteller
- Florentin Smarandache (* 1954) – rumänisch-amerikanischer Künstler
- Serafim Urecheanu (* 1950) – 1994–2005 Bürgermeister von Chișinău und Vorsitzender der Demokratischen Partei BMD
- Vladimir Voronin (* 1941) – Präsident der Republik Moldau und Vorsitzender der Kommunistischen Partei PCRM

## Rundfunkberichte
- Moldau, Moldawien, Bessarabien - Reise durch ein zerrissenes Land, Ö1, Diagonal – Radio für Zeitgenoss/innen vom 12. Oktober 2019